# Tramway de Rennes
Pour les articles homonymes, voir TER.
Le tramway de Rennes est un ancien réseau de tramway urbain et interurbain à voie métrique, exploité entre 1897 et 1952 par les Tramways électriques rennais (TER) pour le compte de la Compagnie de l'Ouest Électrique (COE). Le réseau de tramway créé alors est la base du système actuel de transport à Rennes. Bien que la métropole rennaise ait opté à la fin du XXe siècle pour un métro et des bus à haut niveau de service, la réimplantation d’un tramway dans la ville revient régulièrement dans les médias.

## Historique

### Les débuts du tramway
C'est à partir de 1876, dix-neuf ans après l’inauguration de la gare de Rennes des Chemins de Fer de l'Ouest les 26, 27 et 28 avril 1857, que le conseil municipal de Rennes entame des réflexions concrètes sur la mise en place d'un système de transports en commun, en examinant les projets qui seront présentés à l'administration. En effet, la gare est excentrée par rapport au centre-ville (au sud-est), et hormis les transports par calèche organisés pour les clients de la compagnie ferroviaire et les « voitures de place », il n'existe pas d'offre de transport en commun pour aller prendre le train.
La position ouverte du conseil municipal se distingue pour la première fois de l'avis de la Commission des travaux publics, qui avait déjà rejeté lors de la séance du 17 août 1871 un projet de « chemin de fer américain » (traction hippomobile), présenté par les britanniques Waring Brothers, dénonçant les « inconvénients de l'établissement d'une voie de cette nature dans nos rues étroites et populeuses », et craignant la concurrence qu'il pourrait exercer sur le service de calèche de la Compagnie de l'Ouest.

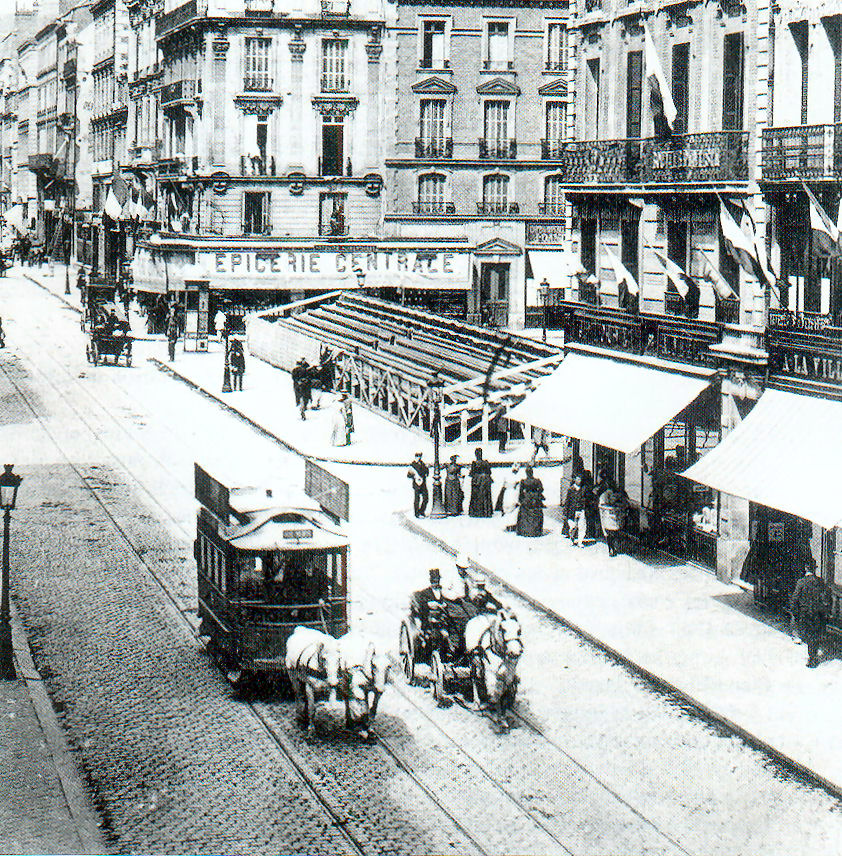
Tramway hippomobile de Rouen.

Plusieurs projets sont proposés (traction hippomobile, tramway électrique ou à air comprimé), et doivent répondre à un cahier des charges précis notamment pour affronter les rampes et pentes présentes en ville. Le 15 novembre 1882, à la demande de la Commission des travaux publics, le conseil municipal accorde un crédit de 2 000 francs en faveur d'une commission spécialement créée pour l’occasion qui se déplacera le mois suivant à Rouen et Saint-Étienne afin de voir les techniques employées par ces réseaux. Les travaux de cette commission d'étude sont lus lors de la séance du 17 octobre 1883.
Cette commission souligne que les travaux de voirie menés à Rennes donnent lieu à la suppression de nombreux logements et entraînent la migration de la population ouvrière vers les faubourgs et l'extension de la superficie urbaine, d'où le besoin « non discutable » d'établir un moyen de communication comme le tramway. Concernant son exploitation, la traction animale est rejetée d'emblée et considérée comme une « plaie », peu flexible aux pics de trafic ; et le financement d'une telle exploitation semble aléatoire, sans pouvoir « déterminer à l'avance ce que coûtera la ration, le renchérissement des chevaux, leur usure rapide, les épidémies ». La commission de rajouter que la part des frais de traction par rapport aux dépenses d'exploitation dépasse 75 % pour le cheval contre 35 à 40 % pour la locomotive.
La commission recommande également un tarif à classe unique avec des places « très confortables » pour éviter le « mécontentement » en cas de déséquilibre d'affluence entre les deux classes.
La commission est favorable aux propositions où les coûts d'installation et d'exploitation du service ne sont pas pris en charge par la municipalité, et en arrive à discuter du sort du réseau en cas de défaillance de la compagnie exploitante ; auquel cas le cautionnement que cette société aurait versé dans les caisses de la ville de Rennes servirait à remettre les voies en état.

#### Projet Jacquelin et Dufresne (1875)

Projet Jacquelin et Dufresne

Jacquelin et Dufresne, deux ingénieurs civils de l'École Centrale basés à Évreux, ont adressé une proposition au maire de Rennes le 23 août 1875, dans le cadre d'une concession de 30 ans.
- Ligne 1 - Gare de l'Ouest - Place Sainte-Anne via l'avenue de la Gare, quai de l'Université, pont de Berlin, rue de Berlin, rue de Coëtquen, place de la Mairie, rue d'Estrées, rue aux Foulons et rue Motte-Fablet.
- Ligne 2 - Gare de l'Ouest - Croix-de-la-Mission via l'avenue de la Gare, boulevard de la Liberté, avenue de la Tour d'Auvergne.

Ce réseau serait construit aux frais des concessionnaires, et ces derniers n'auraient aucun droit d'occupation à régler à la ville. Le modèle de voitures serait du même type que celui utilisé au Havre, jugé par les candidats comme « à la fois confortable et élégant ». Quatre départs sont prévus par heure et par sens.

#### Projet Kremer et Bouniol (1877)

Projet Kremer et Bouniol. La ligne 5 était prévue en extension.

Cette proposition d'ingénieurs respectivement parisien et malouin est formulée en 1877. Le projet porte sur la création d'un réseau de 9 kilomètres à traction animale, avec adoption dans le futur de moteurs mécaniques. L'écartement des rails est standard (1,44 mètre). La déclivité nécessitera à deux points du réseau l'utilisation d'un cheval de renfort.
- Ligne 1 - Place des Lices - Gare (2 000 mètres) via la rue de la Monnaie, quai Saint-Yves, quai d'Orléans, de Chateaubriand, avenue de la Gare.
- Ligne 2 - Place des Lices - Faubourg de Redon (2 000 mètres) via la rue de la Monnaie, avenue de la Tour d'Auvergne vers la route nationale 137.
- Ligne 3 - Rue d'Inkermann - Faubourg de Paris (2 200 mètres) via le boulevard de Sébastopol, quai de la Prévalaye, de Nemours, d'Orléans, de Chateaubriand, avenue du mail d'orge et chemin vicinal no 18
- Ligne 4 - Place Sainte-Anne - Quai d'Orléans (500 mètres)

Des extensions sont projetées quai de la Prévalaye jusqu'à l'actuelle rue Malakoff pour remonter ensuite boulevard de l'Ouest à hauteur du faubourg de Brest. Le tarif projeté sur la base des autres villes est de 0,15 Franc et 0,25 Franc pour un voyage sans correspondance sur la plate-forme ou en intérieur.

#### Projet De Ridder (1882)

Projet De Ridder.

De Ridder propose en 1882 un réseau de tramway à voie métrique concédé sur 50 ans, avec locomotives à vapeur. La largeur du matériel roulant est de 1,90 mètre et la hauteur 4,20 mètres au maximum.
- Ligne 1 - Gare - Faubourg de Paris (3 320 mètres) : via l'avenue de la Gare, quai Chateaubriand, quai et rue d'Orléans, place de l'Hôtel-de-Ville, rue de Brilhac, place du Palais, rue Louis-Philippe, rue de Belair, rue de Paris, RN12 jusqu'à l'asile départemental des aliénés.
- Ligne 2 - Gare - Lieu-dit Saint-Cyr (route nationale no 24) (2 570 mètres) via l'avenue de la Gare, quai Chateaubriand, quai d'Orléans, quai Saint-Yves, place de la Croix-de-la-Mission, écluse du Mail, côté gauche du Mail (promenade) jusqu'au pont de l'octroi.
- Ligne 3 - Gare - Faubourg de Fougères (carrefour Duchesse Anne) (2 840 mètres) : avenue de la Gare, boulevard de la Liberté, passage de la Halle-au-blé, rue de Nemours, rue de Rohan, rue de l'Horloge, rue de Châtellerault, rue le Bastard, rue des Fossés, rue de Fougères.
- Ligne 4 - Place du Palais - Cimetière du Nord (2 400 mètres) via rue Nationale, rue Lafayette, rue de Toulouse, rue de la Monnaie, place de la Croix-de-la-Mission, quai Saint-Cast, chemin de halage (rive droite), pont de l'écluse Saint-Martin, chemin de halage (rive gauche), chemin vicinal 82 jusqu'au cimetière du Nord.

Seulement 4 voyages sont proposés quotidiennement et par sens, sur chaque ligne. Les voitures ne dépasseront pas 12 km/h. Deux classes voyageurs sont proposées. Chaque ligne est divisée en deux sections, la tarification est ajustée selon la longueur de chaque section. Ainsi, en seconde classe, sur la ligne 1 les parties Gare - Palais et Palais - Faubourg de Paris coûtent chacune 15 centimes pour un parcours respectif de 1 420 et 1 900 mètres, tandis que sur la ligne 4, les sections Palais - Croix de la Mission et Croix de la Mission - Cimetière du Nord sont facturées respectivement 0,10 F et 0,15 F pour 700 et 1 700 mètres. Le surcoût d'une section en première classe est de 0,05 F, soit pour la totalité de la ligne 0,10 F supplémentaires.
Ce projet, qui était le plus avancé, ne voit pas le jour par manque de financements bancaires.

#### Projet Wilmart (1888)

Projet Wilmart.

Ce projet est évoqué dans un rapport du maire de Rennes le 15 février 1888. L'industriel belge Jules Wilmart sollicite la concession d'un réseau de tramway à écartement métrique sur 60 ans. Toutes les lignes auraient pour origine la place de la Mairie :
- ligne 1 - Place de la Mairie - Gare (1 200 mètres) via la rue d'Orléans, quai de Chateaubriand et avenue de la Gare ;
- ligne 2 - Place de la Mairie - Octroi de Paris (1 800 mètres) via la rue d'Estrées, rue Nationale, place du Palais, rue Victor-Hugo, rue de Paris, Faubourg de Paris jusqu'aux boulevards de Metz et Strasbourg ;
- ligne 3 - Place de la Mairie - Faubourg de Fougères (1 600 mètres) via la rue d'Estrées, rue aux Foulons, rue d'Antrain, rue Lesage, rue de Fougères et Faubourg de Fougères jusqu'à l'octroi près du boulevard de la Duchesse-Anne[4] ;
- ligne 4 - Place de la Mairie - Gare (2 100 mètres) via la rue de l'Hermine, rue Châteaurenault, rue de Toulouse, rue de la Monnaie, place de la Mission, place de Bretagne, boulevard de la Liberté, puis avenue de la Gare ;
- ligne 5 - Place de la Mairie - Ancien octroi du Mail (1 500 mètres) via la rue d'Orléans, quai Saint-Yves, promenade du Mail jusqu'à l'ancien octroi.

Le réseau proposé fait une longueur de 8,2 kilomètres. Les lignes vers le Cimetière du Nord et de l'Est ne seraient déployées que quand le besoin se fera sentir, toutefois le concessionnaire se réserve le droit de ne pas les construire. Le cas échéant, la Ville pourrait dès lors accorder une concession à une société tierce. Chaque ligne comporte 2 sections. La tarification est de 5 centimes par section, un supplément de 10 centimes est demandé pour voyager en première classe. Le prix minimum facturé étant de 10 centimes, le prix d'un voyage d'une section en seconde classe revient donc à 10 centimes, en première classe à 15 centimes. Des tarifs réduits seront étudiés « à certaines heures de la journée » pour inciter les ouvriers à voyager. La gratuité est accordée aux enfants de moins de 5 ans, et des tarifs spéciaux seront proposés aux militaires dont le grade est supérieur à sous-officier.
Trente départs dans chaque direction seront assurés entre 8 h et 20 h. Le choix de la traction n'est pas arrêté et restera à la discrétion du concessionnaire.

#### Projet Landron (1892)

Projet Landron. En rouge, la ligne d'omnibus.

Le projet d'Émile Landron, ingénieur parisien, est évoqué le 23 décembre 1892, il fut modifié afin d'être harmonisé avec le programme des futurs tramways départementaux pour se présenter de cette manière lors de la séance du 5 juin 1893. Il propose un réseau mixte de trois lignes de tramway électrique à écartement métrique et une ligne d'omnibus à traction hippomobile. Les trois premières lignes se rencontrent à la Place de la Mairie.
- Ligne 1 - Chemins de Fer de l'Ouest - Place de la Mairie (1 200 mètres) via la rue Saint-Thomas desservant le lycée, rue de Pré-Botté, rue du Chalais, rue de Berlin, rue de Coëtquen.
- Ligne 2 - Place de la Mairie - Faubourg de Fougères (1 600 mètres) via la rue d'Estrées, rue aux Foulons, rue de la Motte-Fablet, rue d'Antrain, rue de Vincennes, rue de Fougères, Faubourg de Fougères jusqu'au boulevard de la Duchesse-Anne.
- Ligne 3 - Place de la Mairie - Faubourg de Paris (1 800 mètres) via la rue de Brilhac, place du Palais, rue Victor-Hugo, rue de Paris. Un prolongement vers Cesson-Sévigné est envisagé.
- Ligne d'Omnibus - Place de la Trinité - Cimetière de l'Est (3 200 mètres) via la rue de la Monnaie, rue Châteaurenault, rue de l'Hermine, place de la Mairie, rue d'Orléans, quai Lamartine, quai Chateaubriand, avenue de la Gare (jusqu'à la rue Saint-Thomas), rue Saint-Hélier, Faubourg de la Guerche.

Landron table sur 60 départs par jour dans chaque sens, de 7 h à 22 h, pour la première ligne. 30 départs par jour dans chaque sens, de 7 h à 20 h, pour les lignes 2 et 3 ; enfin 26 départs par jour de 7 h à 19 h, pour la ligne omnibus. Il est envisagé de mettre en place des départs supplémentaires les jours de théâtre, à la sortie du spectacle.
Le projet met en avant le recours à des voitures automotrices « sans bruit, sans feu ni fumée », disposant de freins à arrêt instantané. La tarification est de 15 centimes pour un voyage à l'intérieur des voitures, contre 10 centimes sur les plates-formes et l'impériale. Le billet à 15 centimes donne le droit à la correspondance.

#### Projet Denèfle et Cie (1895)

Projet Denèfle et Cie.

La proposition suivante est à l'ordre du jour de la séance du conseil municipal du 22 avril 1895. Quatre lignes sont proposées dans ce projet de réseau de la société parisienne d'entrepreneurs de travaux publics Denèfle et Cie, sur une longueur de 7,6 kilomètres, concédé sur 75 ans.
- Ligne 1 : Champ Jacquet - Chemins de Fer de l'Ouest (1 547 mètres) via la rue du Champ-Jacquet, rue de Châtellerault, rue de l'Horloge, rue de Nemours, boulevard de la Liberté, boulevard Magenta.
- Ligne 2 : Palais du Parlement - Chemins de Fer de l'Ouest (2 131,8 mètres) via rue Nationale, rue Lafayette, rue de Toulouse, rue de la Monnaie, place de Bretagne, boulevard de la Liberté, boulevard Magenta. Les 928,7 derniers mètres sont donc communs avec la ligne 1.
- Ligne 3 : Palais du Parlement - Octroi de Paris (1 571 mètres) via la rue Victor-Hugo, rue de Bel-Air, rue de Paris.
- Ligne 4 : Champ Jacquet - Faubourg de Fougères (1 357,8 mètres) via la rue du Champ-Jacquet, rue de la Motte-Fablet, rue d'Antrain, rue de Vincennes, rue de Fougères.

Le choix du mode de traction reste à la discrétion du concessionnaire, par des chevaux ou des moteurs mécaniques. Le tarif sera de 15 centimes pour un voyage à l'intérieur contre 10 centimes sur les impériales. Le service ne pourra excéder 60 départs par jour et par sens de 7 h 30 à 22 h.
Ce projet présente une caractéristique importante dans la mise en œuvre de son déploiement. Si la ligne 1 est assurée d'être construite, la deuxième n'existera que lorsque « les revenus de la première ligne atteindraient 5 % du capital d'investissement de cette première ligne ». Le même critère financier est retenu pour la création des troisième et quatrième lignes.
Les propositions de Denèfle sont jugées moins intéressantes que celles de Faye et Grammont.

#### Projet Faye et Grammont (1894)

Projet Faye et Grammont dans sa forme adoptée par la ville de Rennes.

C'est le projet de tramway électrique à voie métrique d'Alexandre Grammont et Ennemond Faye qui est retenu par la municipalité. Les premières propositions de Grammont et Faye ont été présentées à l'administration en août 1894. Le banquier Faye et l'industriel Grammont, qui ont remporté la concession des réseaux de Dijon et Besançon, ont défini un projet de réseau de tramway électrique à fils aériens, sur des rails à écartement métrique dans le cadre d'une concession de 75 ans. Les trains, dont la circulation variera « selon la saison », auront une largeur maximale de 2 mètres, une hauteur de 3,20 mètres, et une longueur maximale de 16 mètres. La circulation ne pourra pas excéder 20 km/h, mais en pratique, la vitesse commerciale n'est que de 12 km/h, en raison de la possibilité pour les voyageurs de monter et descendre des voitures à n'importe quel point du réseau, même en dehors des stations. Les passagers manifestent leur volonté de descendre en tirant une courroie en cuir reliée à une cloche.
Lors de la séance du conseil municipal du 22 avril 1895, alors que le projet de Denèfle venait juste d'être rejeté, une commission spéciale présente ses travaux. Cette commission avait visité les villes du Havre, Rouen et Dijon en mars 1895 pour y étudier in situ ces tramways électriques à fils aériens. Un des conseillers municipaux membre et rapporteur de la commission assure qu'au Havre « le public était très satisfait de l'installation ». De passage ensuite à Rouen, il souligne qu'au 1er février 1895, la municipalité venait de choisir un système similaire pour remplacer les tramways à traction animale. La commission a été enfin reçue à Dijon par Edmond Faye, concessionnaire du tramway électrique de Dijon inauguré en janvier 1895, ainsi que par le maire de la cité bourguignonne. Le rapporteur affirme que l'aménagement de l'usine d'électricité a été fait « avec le plus grand soin, d'une manière presque luxueuse », et que « la presque unanimité des commerçants […] s'est montrée on ne peut plus satisfaite du mode de traction dont la ville de Dijon vient d'être dotée ». Ce jour, le conseil municipal décide d'approuver la proposition de MM. Grammont et Faye et de solliciter de l'État la concession du réseau qu'il rétrocédera aux porteurs du projet.

Logo de la Compagnie Alexandre Grammont en août 1894.

Faye et Grammont prônent la construction de 4 lignes, dont le tracé primitif était le suivant :
- Ligne 1 : Gare – Faubourg de Fougères (3 000 mètres) via l'avenue de la Gare, rue Toullier, rue du Pré-Botté, rue de Nemours, rue de Rohan, rue de l'Horloge, rue de l'Hermine, rue d'Estrées, rue Le Bastard, rue Motte-Fablet, rue d'Antrain, Faubourg d'Antrain, rue de Vincennes, rue de Fougères, Faubourg de Fougères.
- Ligne 2 : Gare – Cimetière du Nord (3 400 mètres) via l'avenue de la Gare, rue Toullier, rue du Pré-Botté, rue Chalais, rue de Berlin, rue Bourbon, place du Palais, rue de Brilhac, rue d'Estrées, rue Le Bastard, rue Motte Fablet, rue d'Antrain, Hôtel Dieu, rue Legraverend, rue de Dinan, pont Saint-Martin, avenue du Cimetière.
- Ligne 3 : Faubourg de Nantes – Faubourg de Paris (3 500 mètres) via l'avenue de la Tour-d'Auvergne, rue Poullain Duparc, rue de Nemours, quai Lamartine, rue d'Orléans, place de la Mairie, rue de Brilhac, place du Palais, rue Victor-Hugo, rue de Bel-Air, rue de Paris.
- Ligne 4 : Port-Cahours – Croix Saint-Hélier (4 000 mètres) via la rue de Lorient, le Mail, place de la Mission, rue de la Monnaie, rue de Toulouse, rue Lafayette, rue d'Estrées, place de la Mairie, rue de Brilhac, place du Palais, rue de Bourbon, rue de Berlin, quai Chateaubriand, avenue de la Gare, rue Saint-Hélier.

Faye et Grammont étudient la création d'un cinquième service entre le carrefour des RN 163/RN 163bis et le cimetière de l'Est, sur la base de 4 départs par heure.

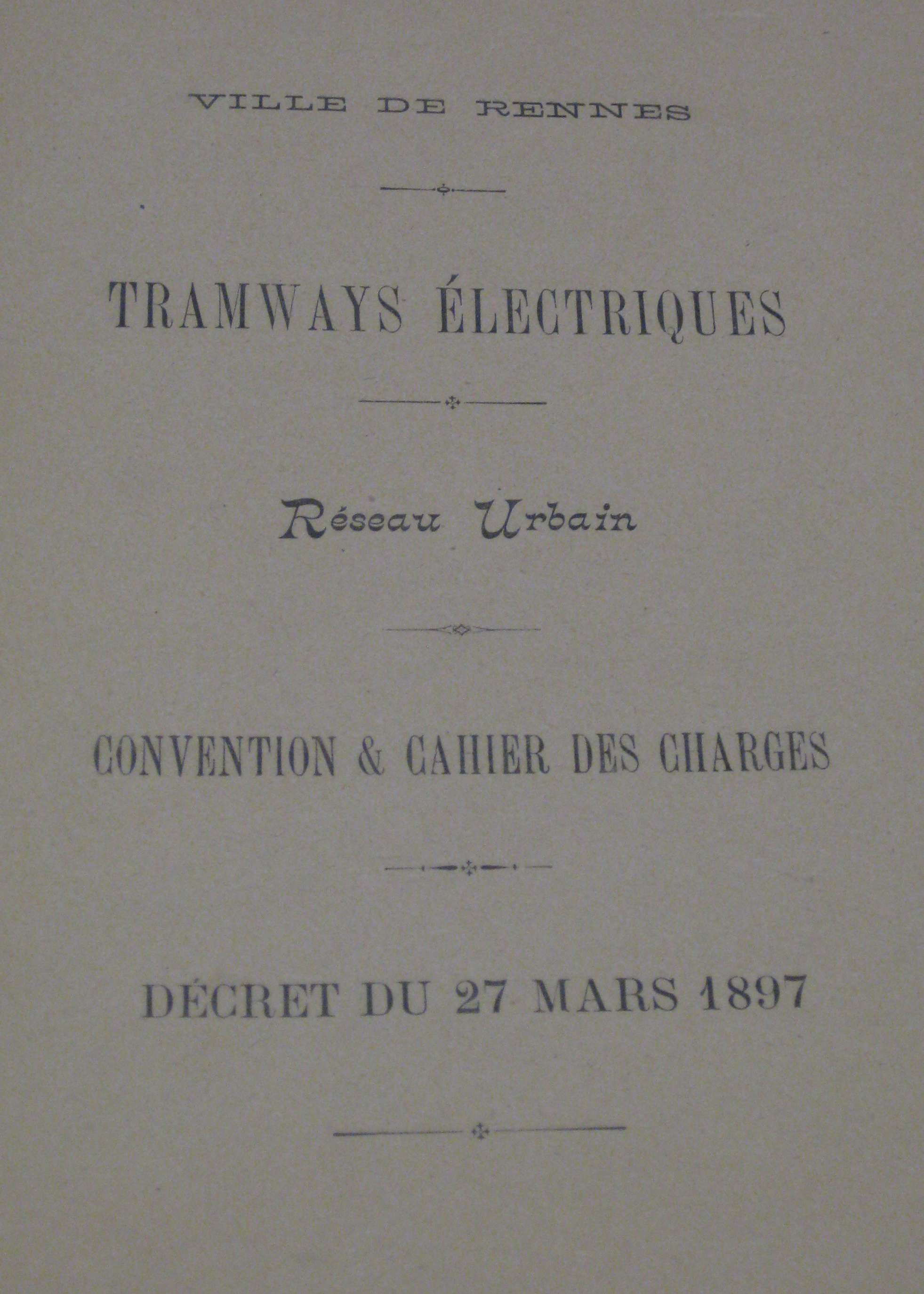
Première de couverture de la convention et cahier des charges régissant la concession, la construction et l'exploitation du réseau, imprimé en 300 exemplaires.

Une tarification à classe unique est proposée, le prix variant selon la distance : 10 centimes pour un trajet sur une section entre la mairie et un terminus, 15 centimes pour la ligne entière, et 5 centimes pour la ligne du Cimetière de l'Est. La gratuité est proposée pour les enfants de moins de 3 ans, et le voyageurs pourront transporter jusqu'à 15 kg de colis sur leurs genoux.
À l'occasion du conseil du 11 mars 1896, sur proposition des ingénieurs des ponts et chaussées, des modifications sont apportées au tracé des lignes afin de limiter l'encombrement de rues. La municipalité modifie légèrement les trajets des lignes initialement présentés par Grammont et Faye, tout en conservant les origines et terminus. Ainsi, les voies des lignes 1 et 2 seront communes sur une longueur plus importante ; la ligne 3 atteindra la place de la Mairie par la rue de Volvire (actuellement rue Ferdinand-Buisson) plutôt que par la rue d'Orléans, enfin la ligne 4 s'engagera rue de Clisson pour passer devant l'église Saint-Sauveur au lieu de continuer rue Lafayette puis, plus loin, rejoindra l'avenue de la Gare par le quai sud de la Vilaine au détriment du quai nord. Le 8 juillet 1896, le tracé définitif de la ligne 1 est finalisé dans sa partie nord, qui empruntera la rue Lesage à la place de la rue de Vincennes, afin de desservir le quartier Sévigné.
Ces modifications feront de la place de la Mairie le centre névralgique du réseau.
Le décret du 27 mars 1897 détaille la convention régissant la concession et la construction du réseau d'une part, et le cahier des charges entérinant les propositions sur le matériel roulant et sur la tarification d'autre part. L'article 6 de la convention instaure le paiement d'une redevance de 25 centimes par jour et par voiture en service, à verser trimestriellement à la ville ; en revanche, cette dernière rembourse les droits d'octroi payés sur les matériaux et engins utilisés pour la construction du réseau. L'article 8 de la convention impose le transport gratuit des agents des services municipaux dans l'exercice de leurs fonctions, dans la limite de quatre par train. Par ailleurs, l'article 11 stipule que « les engins, matériaux et apparaux […] nécessaires à la construction et à l'exploitation seront de provenance française », et que « le personnel employé à la construction et à l'exploitation » doit être de nationalité française. L'article 13 dispose que « MM. Grammont et Faye doivent constituer une société anonyme qui leur sera substituée comme rétrocessionnaire du réseau dans un délai de 6 mois à dater de la promulgation du décret de concession ». L'article suivant impose aux rétrocessionnaires de verser 50 000 francs au titre de cautionnement, dont trois cinquièmes rendus à la mise en service du réseau et le reliquat à l'expiration de la concession de 75 ans. Concernant le cahier des charges, l'article 11 entérine la création de stations avec abris couverts au moins à tous les terminus, près du lycée, place de Bretagne et place de la Mairie.
La décision de la construction est faite le 31 mars 1897, date de parution au Journal officiel, et l'inauguration en juillet 1897.

#### Les autres projets
Les autres projets présentés à la municipalité rennaise sont[réf. souhaitée] :
- Entreprise Générale de Tramways, représentée par Alfred Ferot, ingénieur civil. En 1876[9], il propose d'établir à ses frais et sans subvention des omnibus sur voies ferrées. Il laisse le soin au conseil municipal de déterminer le tracé, sous réserve d'un trafic prévisionnel suffisant. Le prix voyageur envisagé est de 0,09 F par kilomètre en seconde classe ;
- Drouard, établi à Messac, projette de créer en 1887 une ligne de tramway à traction de cheval. L'écartement des rails serait de 0,60 mètre. Des voitures de 16 places évolueraient entre la place de la Gare et le haut de Lices « ou » la place Sainte-Anne ;
- G. Lemonnier, concessionnaire des tramways à vapeur d'Erbray, en 1891, propose un réseau urbain de tramway électrique ;
- Société Générale d'Éclairage et de Force Motrice (société anonyme pour l'exploitation des procédés Victor Popp & James Conti). Cette société propose le 13 avril 1895 de créer un « réseau analogue à celui que MM. Faye et Grammont se proposent de desservir », avec le procédé de traction par air comprimé dont les candidats assurent la « supériorité » sur l'électricité.

### Les lignes en exploitation

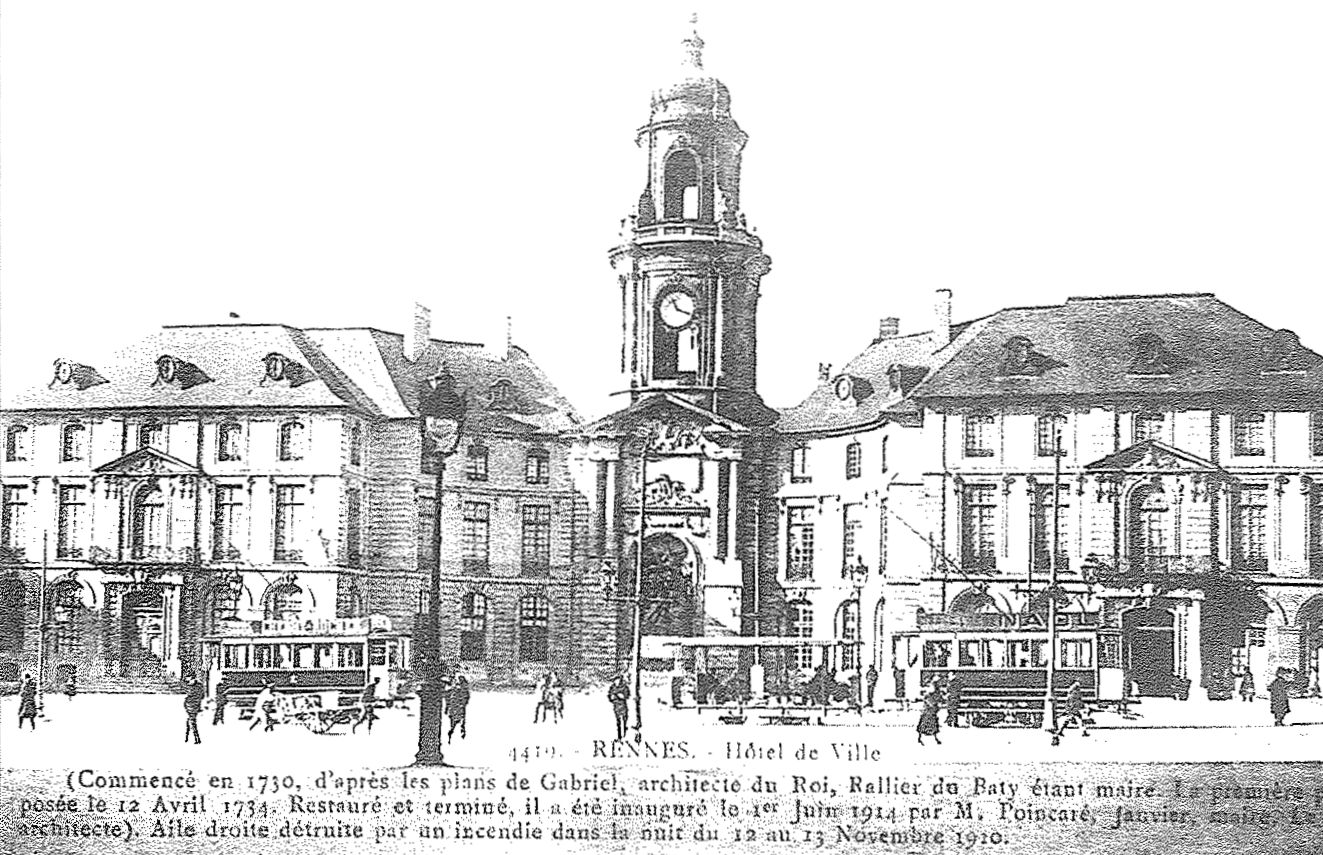
L’hôtel de ville de Rennes, le cœur du réseau où se croisent 4 lignes.

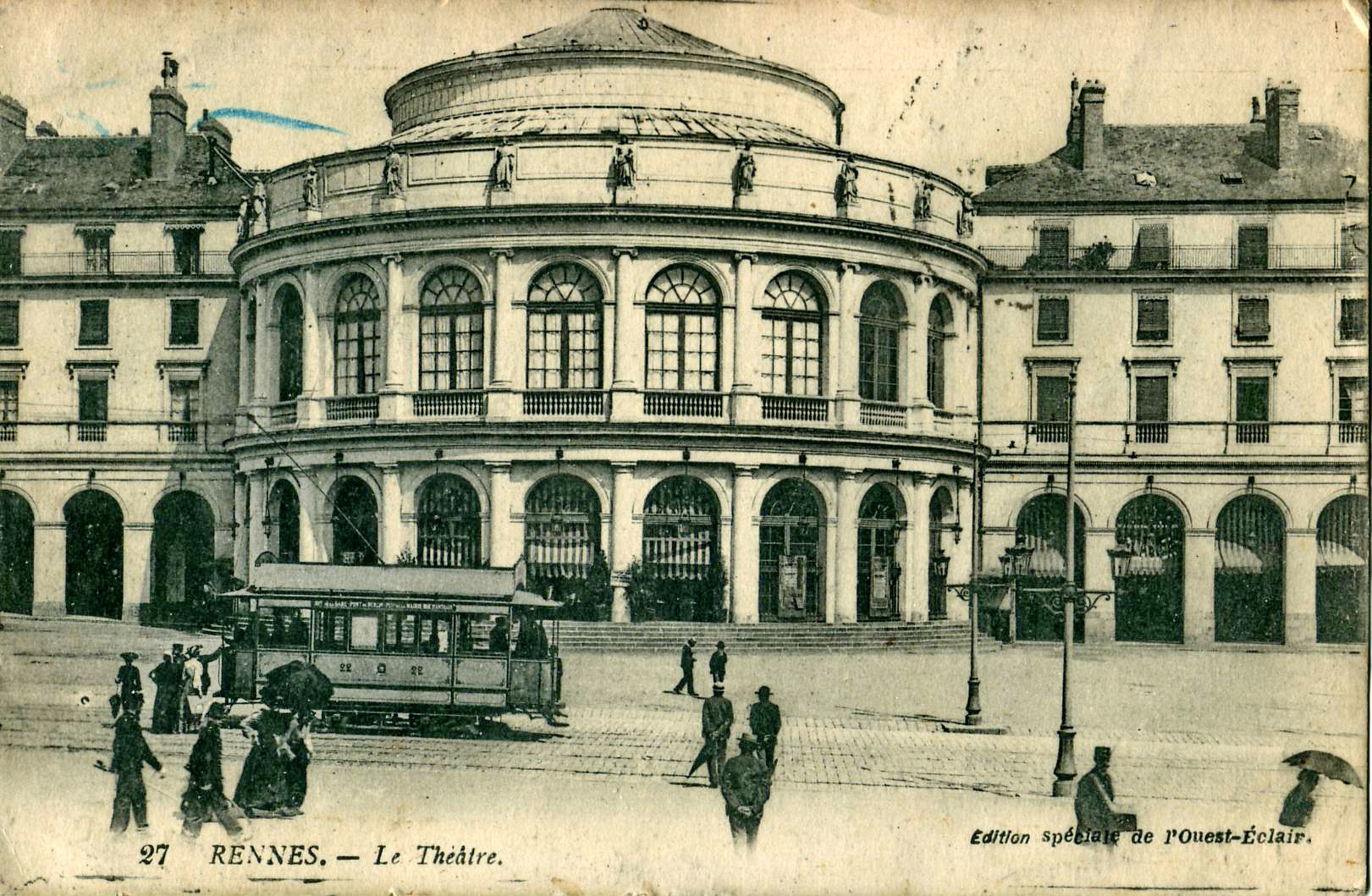
Tramways sur la place de la Mairie.

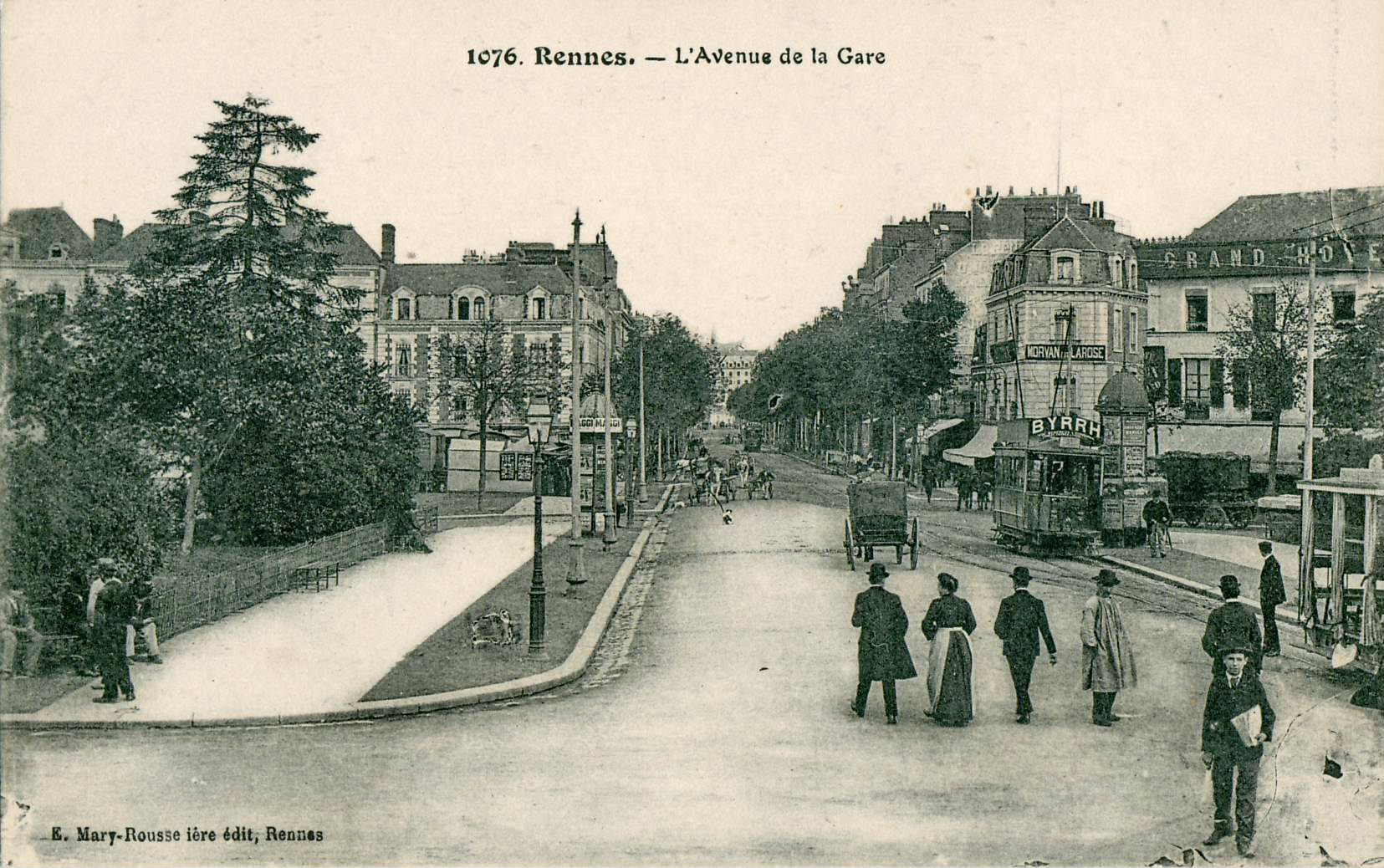
Tramway à l'évitement de l'avenue de la Gare.

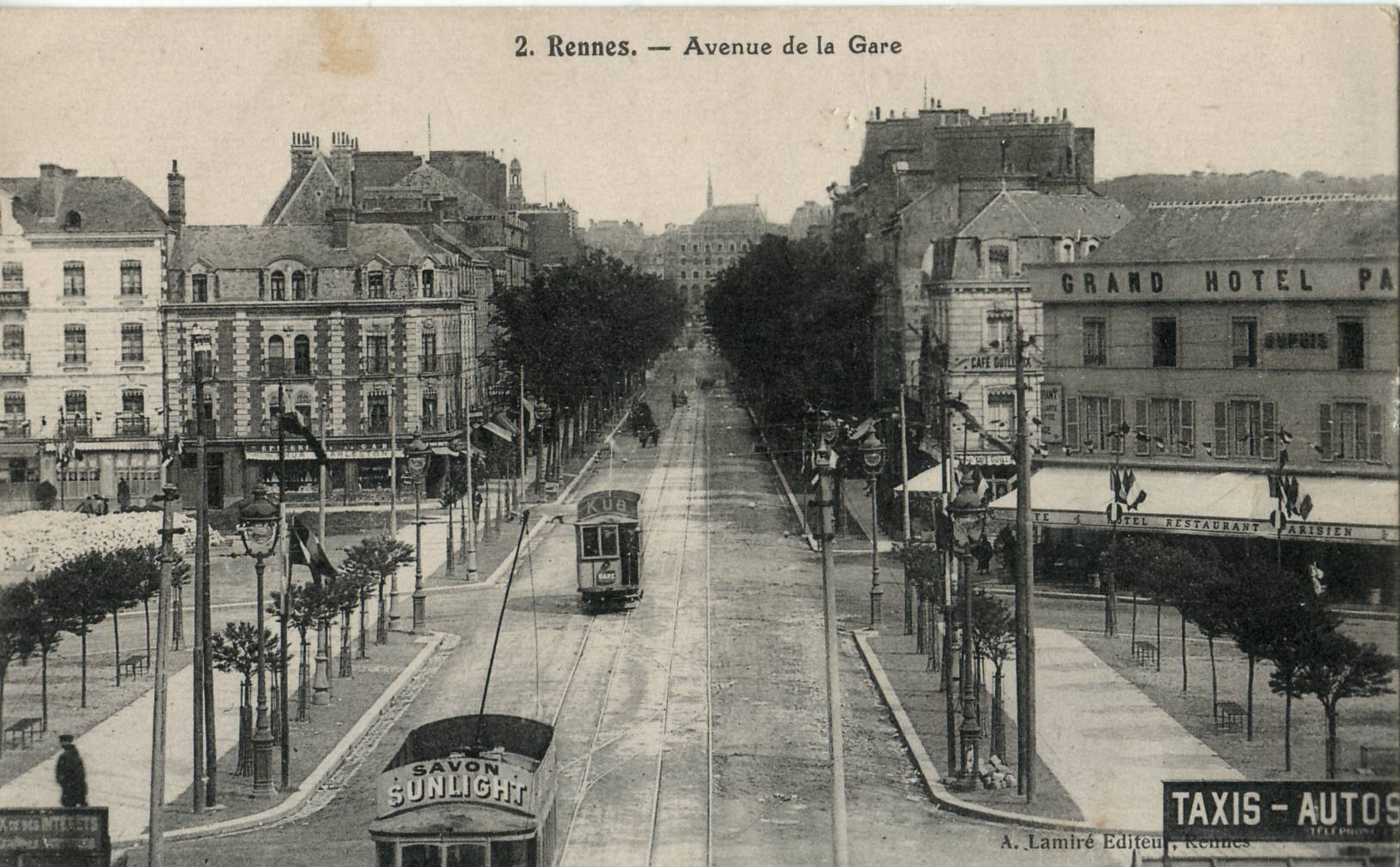
Rames avenue de la Gare, à la fin des années 1920.

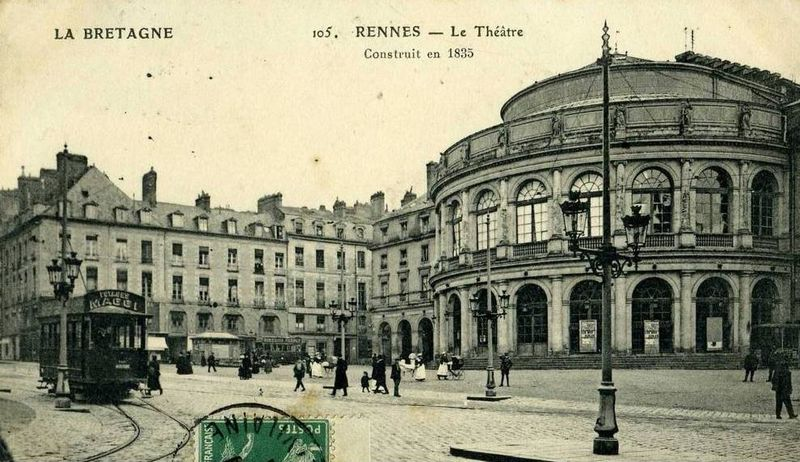
Un tram devant le théâtre.

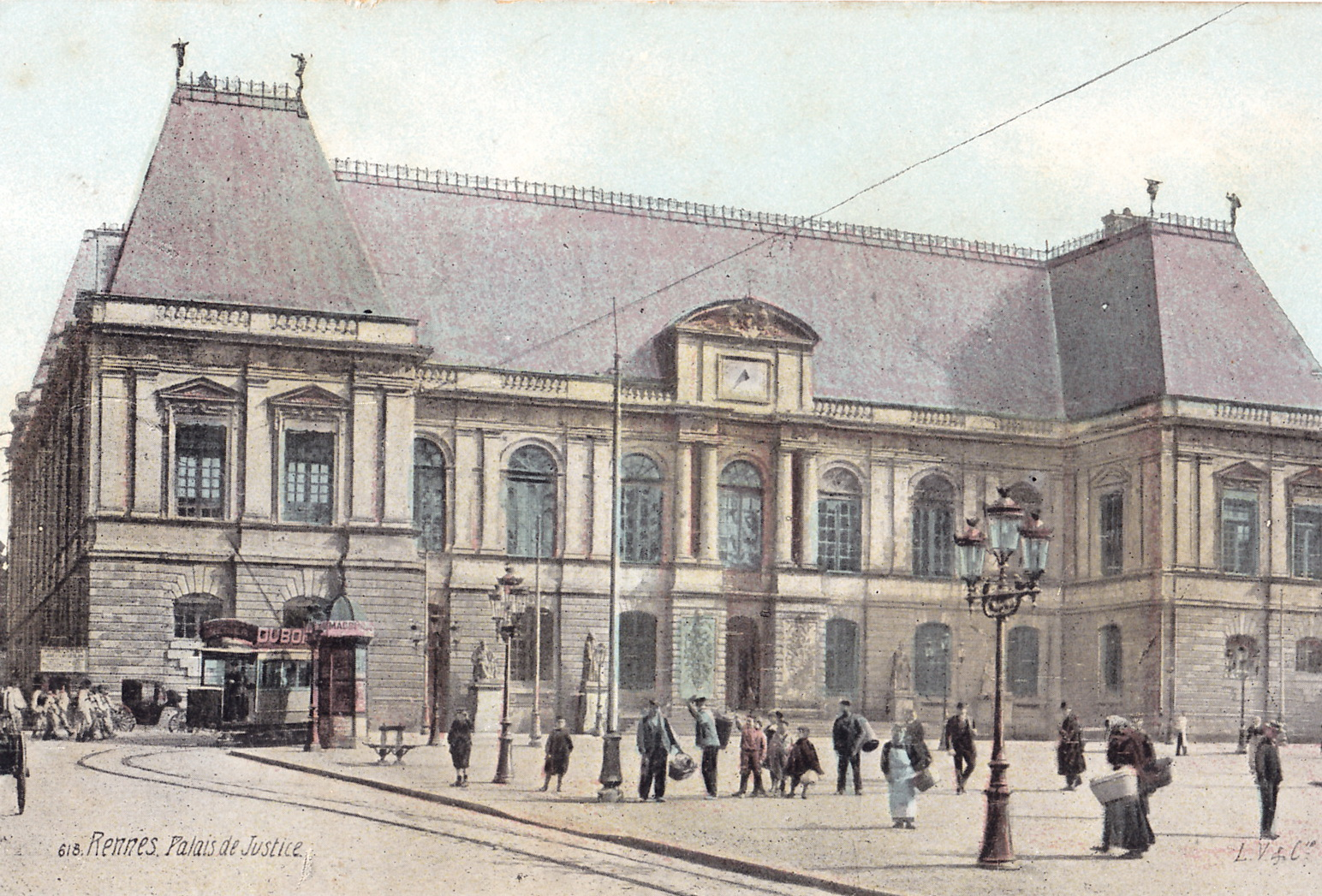
Tramways devant le Parlement de Bretagne.

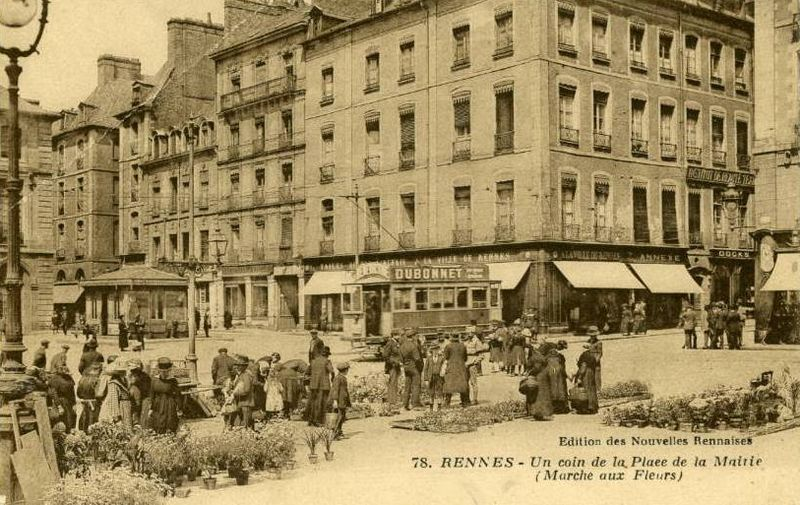
Tramways sur la place de la Mairie.

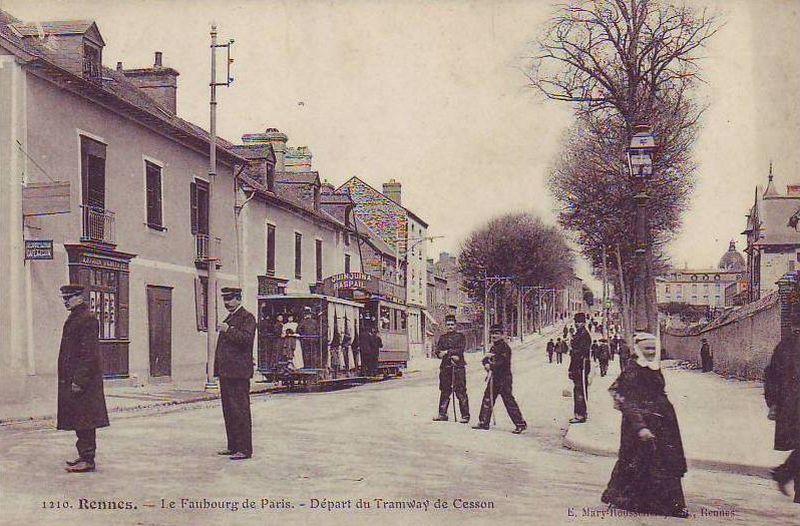
Tramways sur le Faubourg de Paris.

Cinq lignes principales et une voie de service vers l'usine d'électricité sont ainsi créées en quatre mois, représentant 14,853 km de lignes correspondant à 12,986 kilomètres de voies uniques, en complément des arrêts assurés par les Tramways d'Ille-et-Vilaine dont le réseau se déploiera surtout à partir de 1898, sans qu'il existe de raccordement entre les deux.
En février 1898, MM. Faye et Grammont sont autorisés à rétrocéder l'exploitation du réseau, qui est dorénavant assurée par les Tramways électriques rennais (TER), filiale de la Compagnie de l'Ouest Électrique, à ses risques et périls. Cette dernière a été créée durant l'été 1896 lors de la constitution du réseau de tramway du Mans sous le nom de Compagnie des Tramways électriques du Mans.
La construction du réseau a nécessité le rescindement de plusieurs immeubles lorsque la largeur de la rue empruntée est inférieure à 7,10 mètres, ainsi que l'abattage d'arbres, notamment sur le boulevard Laënnec. Les courbes mesurent 17 mètres de rayon, descendant jusqu'à 14,5 mètres par endroits.

#### Service
Les tramways circulent entre 6 h et 21 h du 1er avril au 30 septembre et entre 7 h et 20 h l'hiver. Le cadencement est de 10 à 15 minutes, avec un minimum de 4 services par heure et par sens, les correspondances se faisant place de la Mairie.
Selon la convention du 27 mars 1897, la ligne 5 pourra être suspendue par temps neigeux, en hiver 8 départs auront lieu chaque jour dans chaque sens, en été le service ne sera assuré qu'entre 9 h et 17 h, néanmoins dans les faits cette ligne est bien considérée comme un prolongement de la ligne 4.
- Ligne 1 : Gare - Faubourg de Fougères

Initialement, cette première ligne était longue de 2 846,75 mètres. Elle dessert l'avenue de la Gare, rue Toullier, rue du Pré-Botté, rue Chalais, Pont de Berlin, rue de Berlin, rue Coëtquen, place de la Mairie, rue d'Estrées, rue Le Bastard, rue Motte-Fablet, rue d'Antrain, rue Lesage, pour arriver rue de Fougères. Elle comporte 8 garages : Gare, Lycée, rue de Berlin, place de la Mairie, rue Motte-Fablet, rue d'Antrain, Faubourg de Fougères (angle de la rue Brizeux), boulevard de la Duchesse-Anne. Très rapidement, une extension est entérinée par un décret du 11 avril 1899 qui prolonge le service jusqu'au nouvel octroi situé à l'intersection avec le boulevard de Metz, portant la longueur de la ligne à 3 350 mètres.
Rescindements : 48 et 50 rue du Pré-Botté (largeur entre les immeubles de 6,85 mètres) ; Mur de la maison d'arrêt face au 19 rue Lesage (largeur 6,40 mètres).
- Ligne 2 : Gare - Cimetière du Nord

Le parcours est de 3 257,75 mètres. La ligne emprunte les voies de la ligne 1 jusqu'à la rue de l'Hôtel-Dieu. C'est après que les trains s'engagent sur la rue Legraverend, dont la déclivité est la plus importante du réseau, de l'ordre de 5,09 cm par mètre sur 172,60 mètres. Le parcours continue rue de Dinan, rue Saint-Malo, traverse le pont Saint-Martin, tourne vers l'avenue du Cimetière permettant de rejoindre le terminus. Les 7 garages sont : Gare, Lycée (Lycée Zola), rue de Berlin (actuellement rue Jean-Jaurès), place de la Mairie, rue Motte-Fablet, rue d'Antrain, Cimetière du Nord.
Rescindements : 28, 30, 36, 45 ter rue de Dinan.
- Ligne 3 : Faubourg de Nantes[Note 3] - Faubourg de Paris

Cette ligne d'orientation sud-ouest / nord-est mesure 3 206,60 mètres. Elle remonte l'avenue de la Tour d'Auvergne (actuellement boulevard de la Tour d'Auvergne), croise le boulevard de la Liberté pour rejoindre la rue Poullain-Duparc, rue de Nemours, rue de Rohan, rue de Volvire, place de la Mairie, rue de Brilhac, place du Palais, rue Victor-Hugo, rue de Paris jusqu'à l'octroi de Paris. Les 6 garages sont : Caserne de Guines, Place de Bretagne, Place de la Mairie, rue du Bel-Air (actuellement rue Martenot), rue de Paris, Faubourg de Paris (jonction des boulevards de Metz et Strasbourg). C'est là le départ de la ligne 6, construite plus tardivement.
Rescindements : 22, 24 et 26 rue de Paris.
- Ligne 4 : Port-Cahours - Croix St Hélier

Cette ligne de 3 882,60 mètres démarre route de Lorient, au niveau du pont du chemin de fer. La ligne s'engage sur la chaussée nord du Mail, continue sur le pont du Mail, place de la Mission, rue de la Monnaie, rue de Clisson, rue Duguesclin, rue de l'Hermine, place de la Mairie, emprunte maintenant les voies de la 3 entre la rue de Brilhac et la place du Palais. Les trains continuent rue de Bourbon, rue de Berlin, se raccordent aux lignes 1 et 2 pour traverser le pont de Berlin (actuellement pont Jaurès). La ligne se prolonge quai de l'Université (actuellement quai Émile-Zola), avenue de la Gare, rue Saint-Hélier, puis rue du Faubourg Saint-Hélier jusqu'au croisement des RN163/RN163bis. Les 8 garages sont : Saint-Cyr, place de la Mission, place de la Mairie, rue de Berlin, rue Saint-Hélier (angle avenue de la Gare), rue Saint-Hélier (angle boulevard Laënnec), Faubourg Saint-Hélier (angle rue des Ateliers) et Croix Saint-Hélier.
Rescindements : 30 rue Saint-Hélier.
- Ligne 5 : Croix St Hélier - Cimetière de l'Est

Cette extension de la ligne 4 dispose de 2 garages, situés à l'origine (croisement RN163/RN163bis) et au terminus (entrée du Cimetière). Elle emprunte sur 911,7 mètres l'avenue du Cimetière de l'Est.
- Voie de service : Ligne de raccordement

Cette ligne sans garage de 748 mètres n'est pas ouverte aux transports des voyageurs et vise à raccorder l'usine électrique et le dépôt situés boulevard Laënnec aux lignes 3 (vers le nord, rue de Paris) et 4 (vers le sud, Faubourg Saint-Hélier), en passant par la rue de Châteaudun.

Réseaux de chemin de fer et de tramway en 1897, avec l'extension vers le nouvel octroi de Fougères.

#### Technique

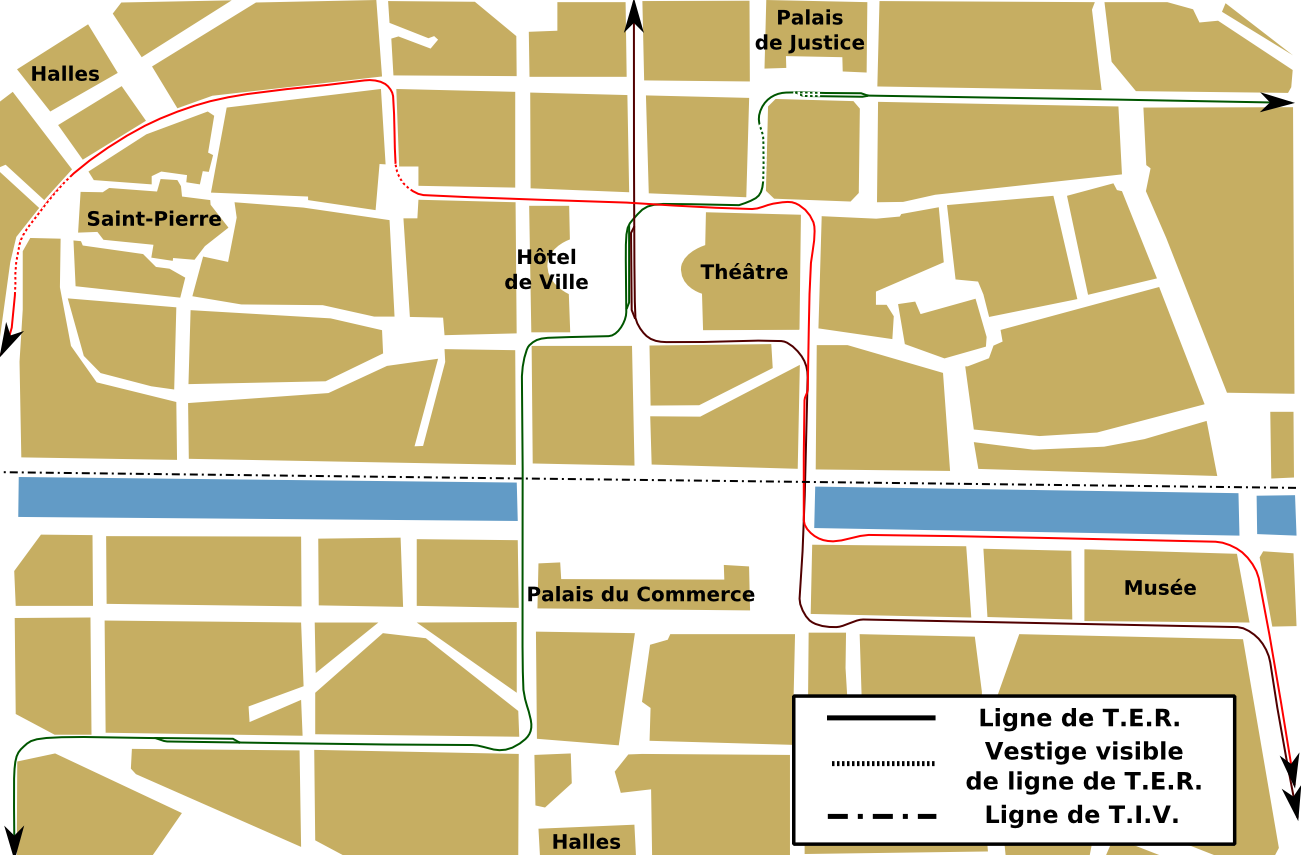
Plan détaillé du centre-ville à la fin de la Première Guerre mondiale.

Le transport de l'électricité est assuré par un système de fils aériens situés à 6,5 mètres au-dessus du sol. Les automotrices captent l'énergie grâce à une perche de type trolley axial sur roulette. Le courant continu à 550 volts alimentant le réseau est généré par un groupe générateur constitué de trois chaudières de type Fives-Lille, lesquelles actionnent deux machines Corliss (en) de 350 chevaux qui enfin entraînent des dynamos de 220 kilowatts. Cette usine à charbon située boulevard Laënnec, fonctionne dans cette configuration jusqu'en 1926.
Outre l’alimentation du réseau, l’énergie produite est également vendue à des industriels à partir de 1900, créant une recette de 7 574 francs en 1901 et de 9 507 francs l’année suivante. En 1902, la production représentait 540 030 kilowatts.
Les 22 motrices du réseau étaient dotées de deux moteurs de 15 chevaux. Chacune d'entre elles disposait de deux plates-formes entre lesquelles se logeait un compartiment central équipé de banquettes longitudinales et éclairé par 4 glaces. Le matériel roulant est doté de freins à manivelle et cliquet.
Le réseau, essentiellement à voie unique, à l'exception des évitements et d'une section ultérieure entre la Gare et le quai de l'Université, est constitué en premier lieu de rails Marsillon en acier à 17,75 kg/mètre avec des contre-rails à 12,4 kg/mètre. Ils mesurent 12 mètres de long et sont boulonnés chaque mètre sur des coussinets en fonte à 9,3 kg/mètre, lesquels sont posés sur des traverses en chêne. Aucun raccordement ne fut créé avec le réseau des Tramways d'Ille-et-Vilaine, dont les voies croisaient celles du réseau urbain rennais sans protection spécifique.

#### Aspects financiers
Messieurs Faye et Grammont ont évalué à 3 058 000 francs la somme à investir pour la construction du réseau, sur la base du montant investi sur leur réseau dijonnais qui dispose d'une longueur de voies similaire. Elle se répartit de la manière suivante :
| Poste | Estimation |
| --- | ---------- |
| Voie ferrée : pavage, remaniement de chaussées, rescindements d'immeubles, garages, déplacement de bouches d'égout | 550 000    |
| Achat de terrain                                                                                                   | 50 000     |
| Usine d'électricité : bâtiment, ateliers de réparation, bureaux et logement du Directeur                           | 250 000    |
| Matériel à vapeur et électrique de l'usine                                                                         | 500 000    |
| Voie aérienne ; poteaux, consoles, câbles                                                                          | 510 000    |
| Matériel roulant                                                                                                   | 740 000    |
| Doublement des fils téléphoniques                                                                                  | 100 000    |
| Constitution de la société                                                                                         | 80 000     |
| Sous-total | 2 780 000  |
| Imprévu 10 % | 278 000    |
| Total | 3 058 000  |

Les concessionnaires reprennent la moyenne de 45 voyages dont 5 correspondances, par an et par habitant constatée à Clermont-Ferrand, Dijon et Le Havre. Le cas de Rennes, 69 000 habitants, donne pour un rendement moyen par voyageur de 0,09 F, une recette annuelle de 279 450 francs.
| Année            | Voyageurs | Recettes Voyageurs |
| ---------------- | --------- | ------------------ |
| 1897 (169 jours) | 1 322 763 | 130 394,50         |
| 1898             | 2 657 885 | 258 875,30         |
| 1899             | 2 594 296 | 248 217,30         |
| 1900             | 2 572 897 | 247 996,50         |
| 1901             | 2 548 645 | 244 196,25         |
| 1902             | 2 262 676 | 226 371,65         |

### La vie du réseau

Carte animée de l'évolution des infrastructures ferroviaires de l'agglomération de Rennes, dont celles de l'ancien tramway et de l'actuel métro, de 1895 à nos jours.

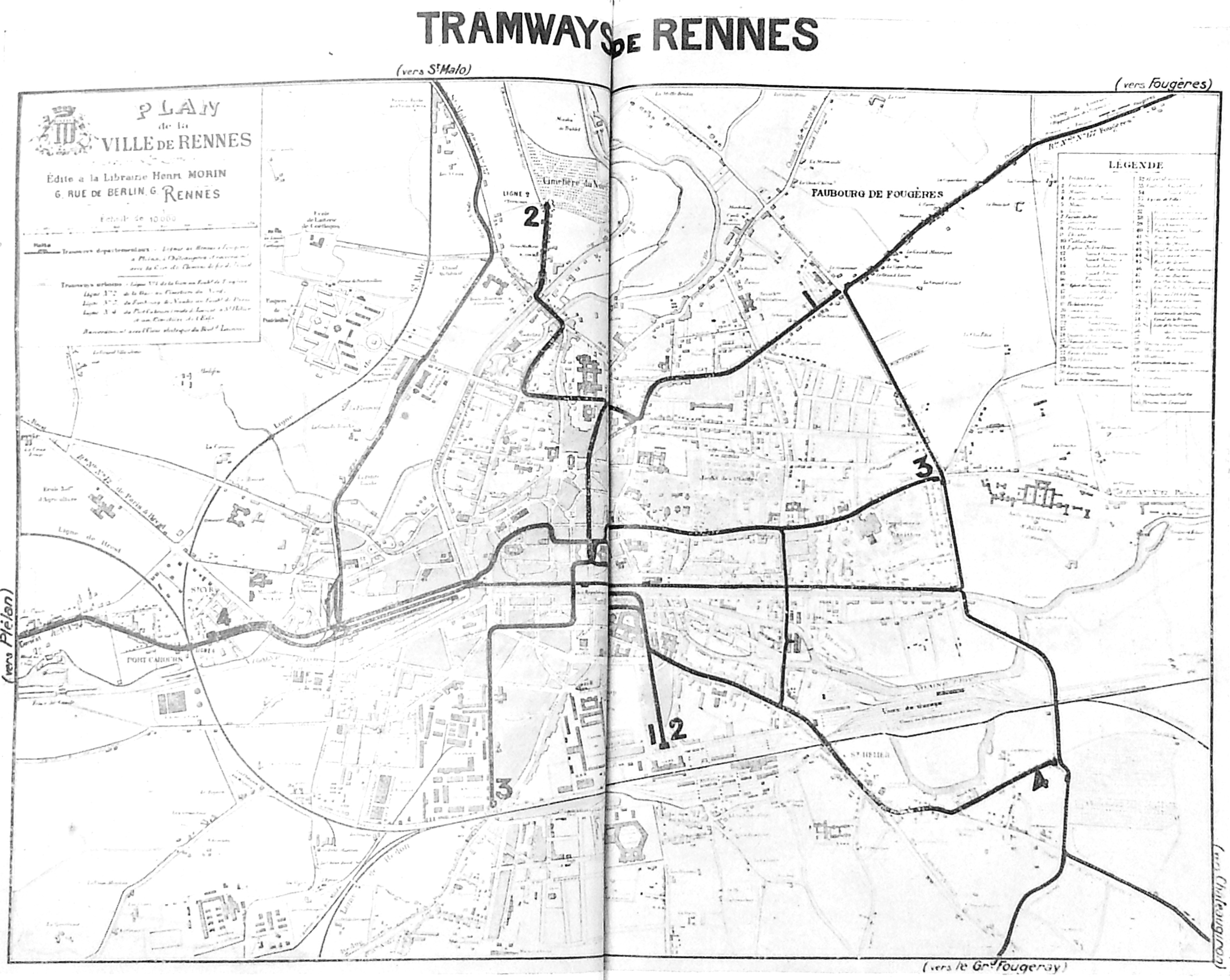
Plan du réseau en 1928

Des demandes de prolongements des lignes vers les bureaux d'octroi de Lorient et de Nantes, vers le Pot d'Étain sont rapidement formulées par les riverains, ainsi que par l'École Nationale d'Agriculture, qui par la voix de son directeur, souhaite la création d'un embranchement de la ligne 4 depuis le Pont Saint-Cyr vers le rond-point de la Croix-Rouge. Cependant, le réseau ne sera pas étendu de façon importante, la COE répondant que les fonds dont elle dispose ne permettraient pas d'investir dans la création d'un service qui ne rapporterait pas suffisamment de ressources.

#### Prolongement vers Cesson-Sévigné

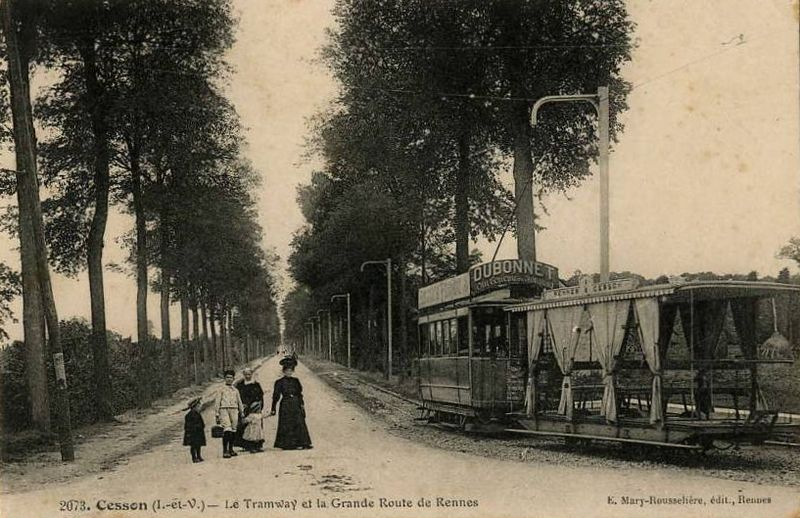
Au départ de Cesson-Sévigné, vers Rennes.

Ce réseau a fait l'objet d'une extension vers Cesson-Sévigné, portant le numéro 6. Elle est pensée dès 1903, à l'initiative de la commune de Cesson-Sévigné et est ouverte le 22 juin 1907. Le décret du 11 octobre 1906 officialise la création de ce prolongement de 3,4 kilomètres. Afin d'aider la Compagnie de l'Ouest Électrique, trois subventions ont été octroyées par les collectivités locales : ainsi le Département d'Ille-et-Vilaine, la Municipalité de Rennes ont contribué à hauteur de 10 000 francs chacune, et surtout la ville de Cesson-Sévigné, qui a versé 15 000 francs. Ces montants ont été crédités en deux annuités égales, la première partie étant versée au démarrage des travaux, la seconde un an plus tard.
Cette extension démarre au terminus de la rue de Paris de la ligne 3, et va jusqu'à la place de l'église à Cesson-Sévigné. Elle est déployée en rails Vignole à 20 kg/mètre, sur les accotements de la route nationale 12. Les arrêts sont fixes contrairement aux autres lignes et sont situés au niveau de l'Octroi de Paris, l'Asile départemental d'aliénés de Saint-Méen, La Piletière, Tournebride, La Croix-Noblet, Couesme, et enfin le terminus près du croisement de la route nationale 12 et du chemin de grande communication 86.
Un sectionnement est effectué à Tournebride. Un trajet sur une section coûte 15 centimes contre 25 centimes pour les deux. Les voyageurs entre le centre de Rennes et Cesson doivent s'acquitter de 30 centimes (soit la section urbaine de la ligne 3 à 5 centimes), ou 25 centimes le dimanche. Un tarif est spécialement créé « pour les chiens voyageant avec leur maître », correspondant à la moitié du billet plein tarif. Néanmoins les animaux « ne sont admis que sur les plates-formes ».
Les usagers pouvaient porter jusqu'à 100 kg de colis, moyennant le paiement de 15 centimes par colis jusqu'à 10 kg, plus 1 centime par kilogramme supplémentaire par fraction indivisible de 30 kg.
Dix voyages minimum étaient proposés chaque jour dans chaque sens grâce à des rames composées de 3 voitures au maximum, et dont la longueur totale n'excède pas 25 mètres.

#### Exploitation et entretien

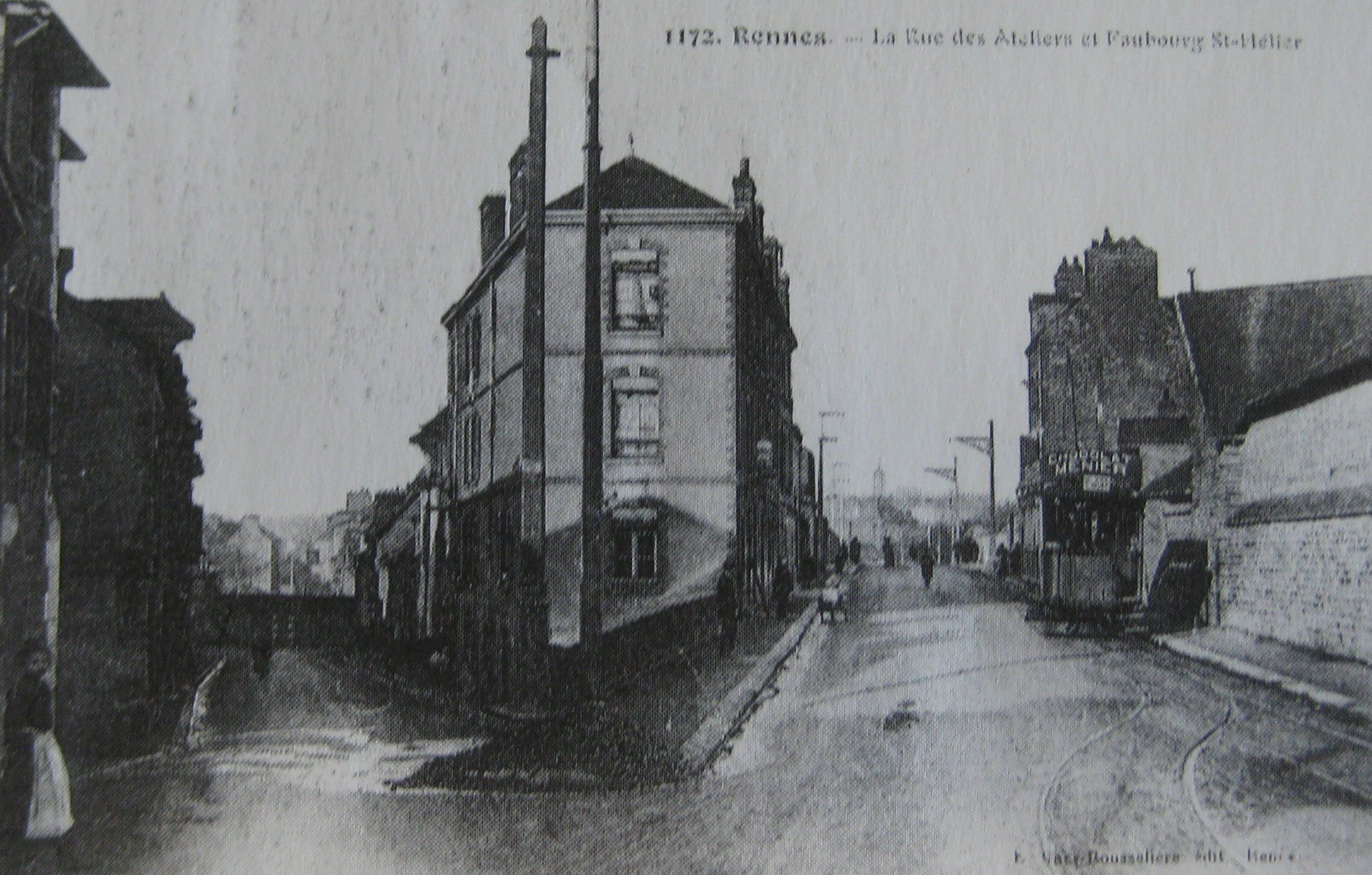
Le faubourg Saint-Hélier.

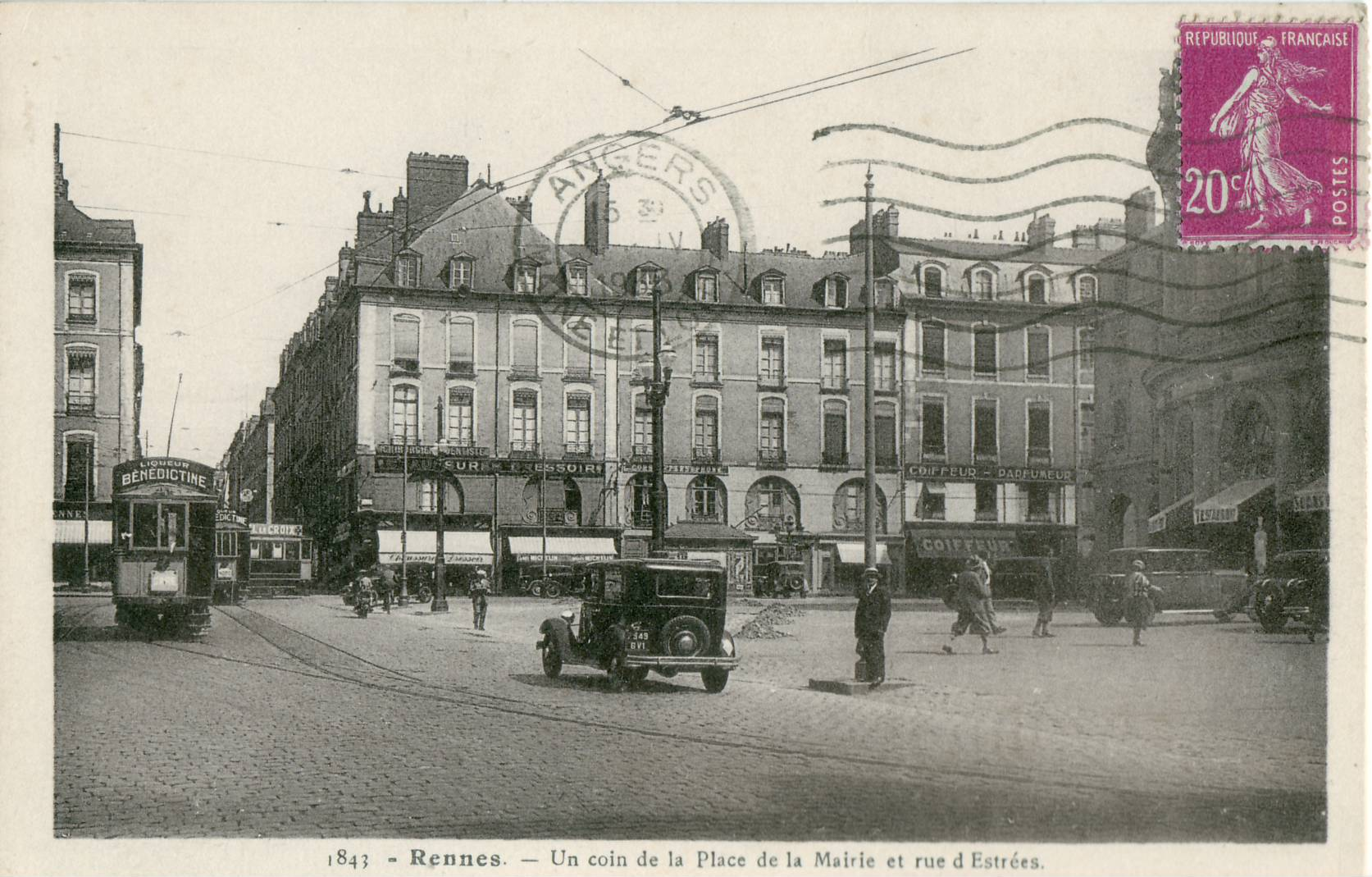
La Place de la Mairie et la rue d'Estrées, dans l'Entre-deux-guerres

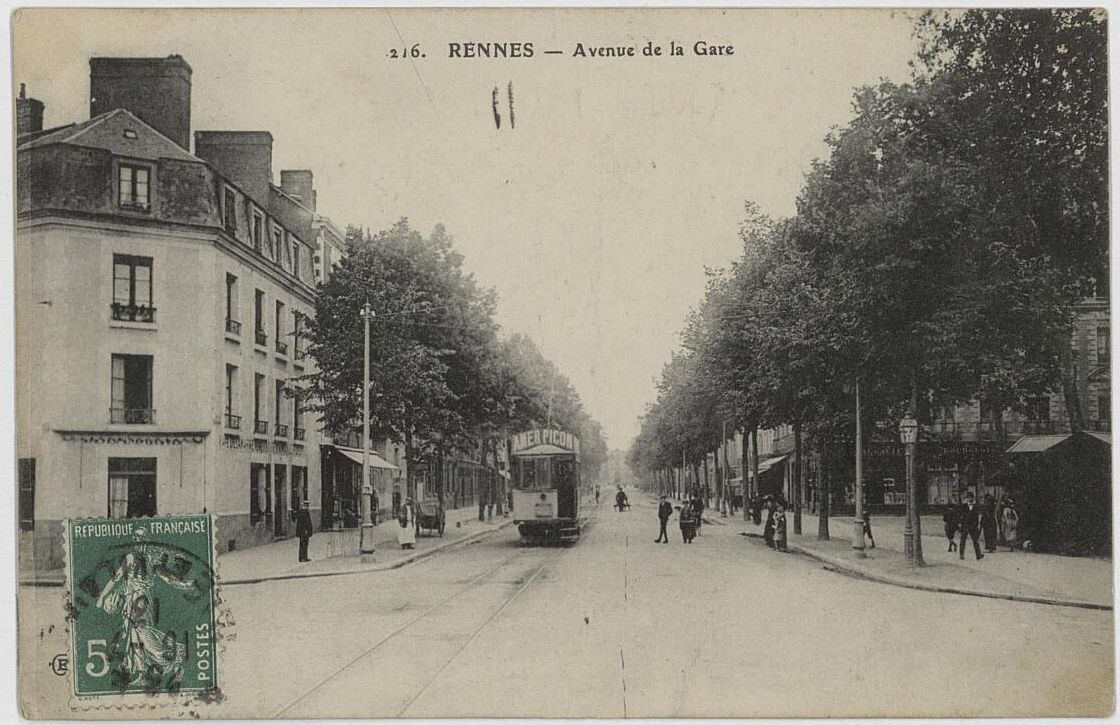
L'avenue Janvier, vue vers la gare.

Fin 1907, les TER expérimentent temporairement un service de théâtre. Ces lignes de nuit prennent leur origine autour de Place de la Mairie et vont vers le faubourg de Fougères, l'octroi de Paris avec retour par la rue de Chateaudun, Croix Saint-Hélier avec retour par le boulevard Laënnec.
L'usure rapide des voies, reposant sur le sol argileux rennais, nécessite rapidement une rénovation complète du réseau. Les premières inquiétudes sont rapportées en 1899 concernant la voie de terre « en assez bon état » dont « l'entretien sera plus onéreux que dans nos autres réseaux de l'Ouest ». Les travaux de remplacement de la voie Marsillon, jugée trop légère, par des rails Broca de 43 et 51 kg/m, sont entrepris à partir de 1907. Les lignes électriques, les appareils de suspension, les aiguillages et les traversées sont remplacés, et les poteaux renforcés. Le matériel roulant bénéficie également d'une rénovation, le parc commençant à s'user et certaines voitures étant jugées « détériorées » et même « réellement malpropres » par le Service de Contrôle de la préfecture d'Ille-et-Vilaine. Le conseil municipal s'en émeut à son tour, « pas une seule ville en France où une Compagnie de tramways ose mettre en circulation des voitures aussi inconvenantes que celles que nos concitoyens ont journellement sous les yeux [...] les portes sont disjointes et ne tiennent presque jamais fermées [...] au moindre cahot les portes s'ouvrent, les malheureux receveurs passent leur temps avec une constance digne d'un meilleur objet à essayer de les fermer. Quant aux vitres des voitures, elles ne sont jamais lavées, la Compagnie comptant sur la complaisance du temps qui, à Rennes, est généralement pluvieux, pour accomplir cette besogne ». De nombreuses voitures sont repeintes, le fonctionnement des portes intérieures à coulisse est remis en état et les loquetaux en acier sont remplacés par du matériel en bronze.
Rapidement, la Compagnie reçoit des plaintes dénonçant les retards générés par les arrêts à réquisition, et propose au conseil municipal de l'autoriser à ne desservir que des stations fixes. Le décret du 20 mars 1911 impose aux trams de ne plus s'arrêter en dehors des arrêts matérialisés, permettant ainsi aux voitures d'atteindre la vitesse optimale d'exploitation sur la majeure partie du parcours.
À l'heure de la Première Guerre mondiale, l'association de la presse rennaise et la Compagnie ont financé la distribution de tickets gratuits pour les militaires blessés se déplaçant sur le réseau rennais.

#### Prolongement de la Courrouze

Rails. De gauche à droite, type UIC 60, type Vignole, type Broca ou à gorge, type double champignon symétrique, et asymétrique

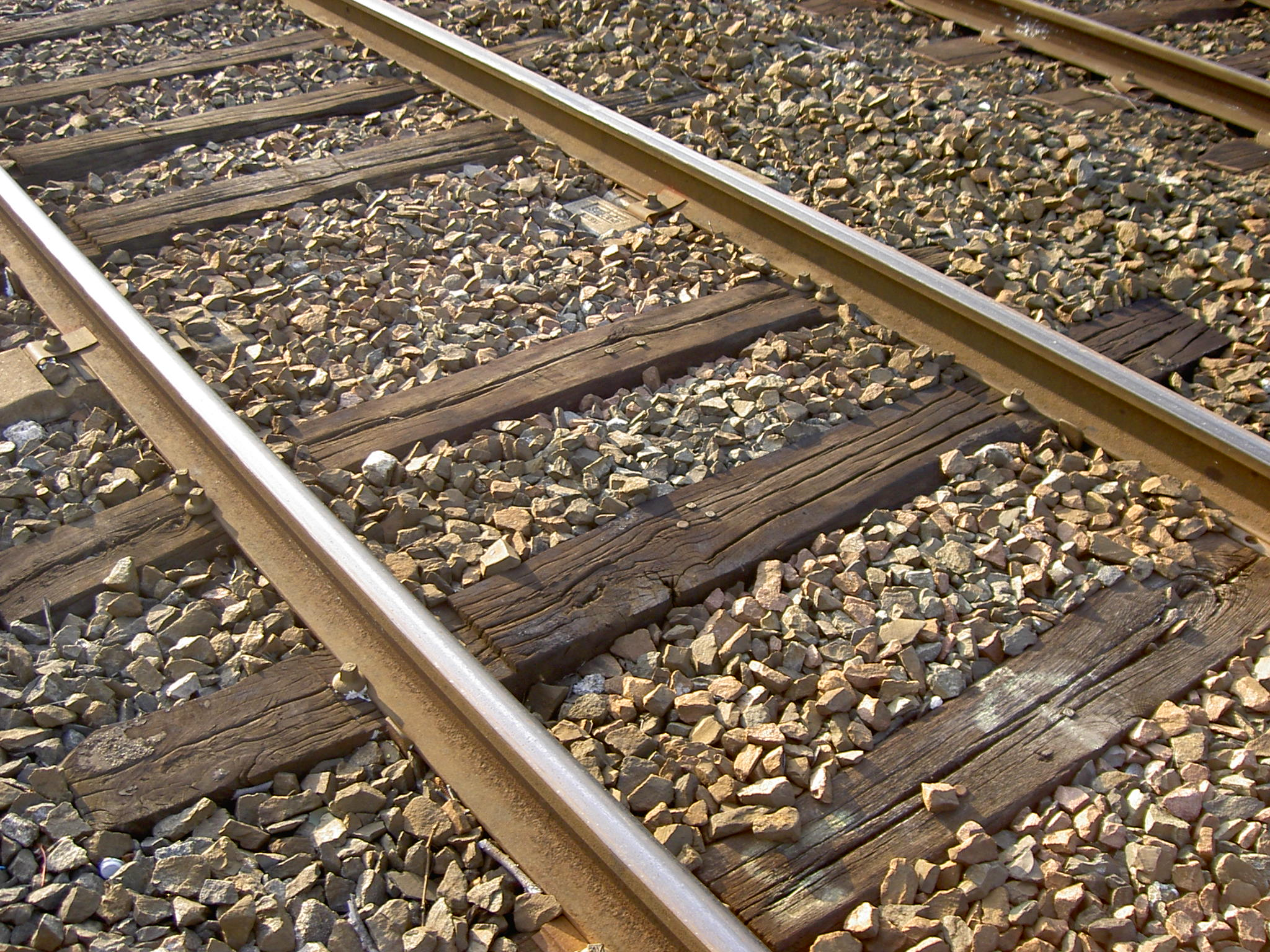
Rails type « Vignole »

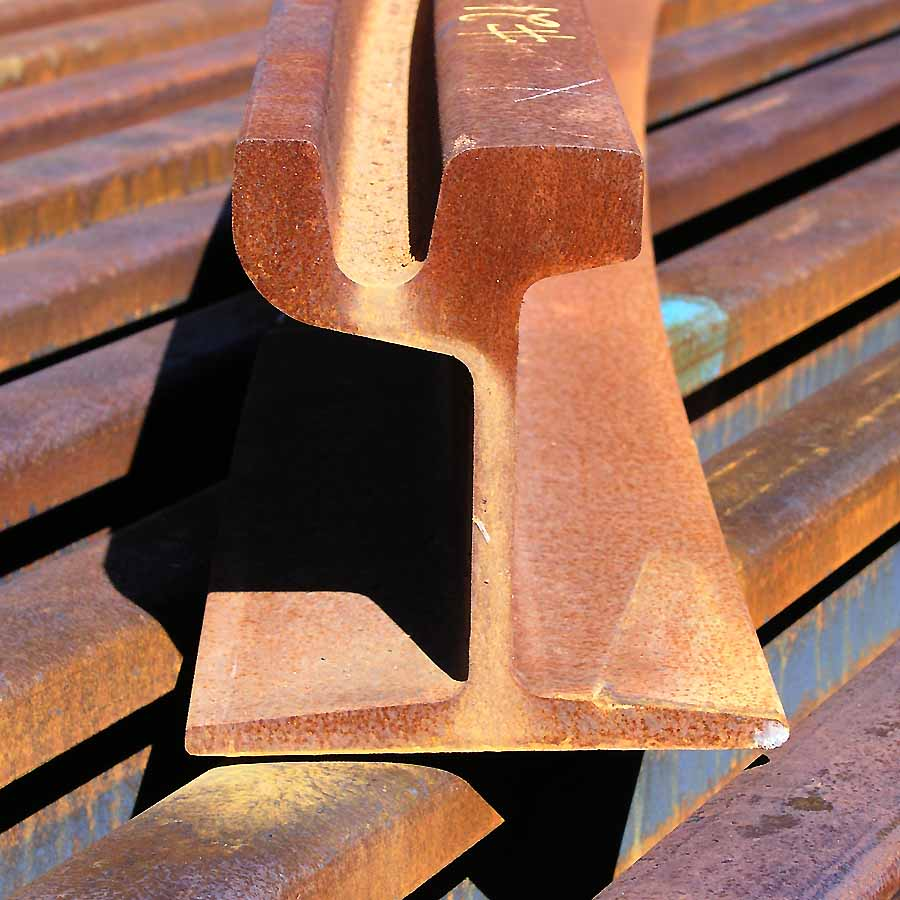
Rail type « Broca »

Une extension temporaire de 1 400 mètres a également été mise en place à l'ouest de la ligne 3 depuis le Pont de Nantes jusqu'à l'Arsenal de Rennes et le champ de tir de la Courrouze situés sur la commune de Saint-Jacques-de-la-Lande, de 1916 à 1924. Le projet a été présenté au Conseil Municipal le 24 août 1916, où fut également évoquée l'idée d'une nouvelle ligne partant du centre pour rejoindre le faubourg de Nantes via la rue Chalais, de l'Alma, et le boulevard Jacques Cartier, toutefois ce service ne verra jamais le jour sous la forme d'une voie ferrée.
Le prolongement de la Courrouze a été rendu possible à l'issue de pourparlers entre l'atelier de constructions de Rennes et l'administration des TER. Cette dernière ne pouvant financer la construction de la ligne, un accord a été conclu pour que l'administration militaire prenne en charge le déploiement des voies de type Vignole à 25 kg/m, bien que la municipalité annonce sa préférence pour le type Broca en usage sur le reste du réseau urbain pour des raisons de circulation dans le Faubourg de Nantes, mais dont l'approvisionnement est rendu difficile en temps de guerre,.
L'Arsenal devient propriétaire de ce prolongement dont les TER assurent le trafic, néanmoins une convention signée par ces deux organismes le 16 décembre 1916 autorise la COE à exercer une faculté de rachat des installations. Bien que cette ligne soit exploitée en continuité de la ligne 3 avec un train supplémentaire, des trains spéciaux assurent un service entre l'Arsenal et la mairie de Rennes. Du personnel de l'Arsenal agréé par la COE vient assurer un service de nuit pour transporter les ouvriers. Ces derniers bénéficient d'une tarification spécifique.
En 1924, après 7 années d'exploitation, la ligne souffre de défauts et nécessite une réfection complète, dont la COE estime les coûts de rétablissement à 120 000 francs, comprenant la substitution des 700 premiers mètres en Vignole par de la voie Broca, et le remplacement des poteaux. Il n'en reste pas moins que la ligne est victime d'une baisse de la fréquentation après la fin de la guerre, rendant cet investissement peu rentable. L'extension de la Courrouze est abandonnée le 15 septembre 1924.
Contrairement à ce qui est transcrit sur la carte, le Camp de Verdun était à droite du Chemin de fer de l'État, en allant vers Redon. Il faut donc inverser la situation des Camps. Source : Archives municipales de Rennes. Cote 1 Fi 86 et Cote 1 Fi 117. De même source, Cote 1 Fi 109, objet du renvoi [16] mentionné à la fin du libellé de la carte, le confirme.

Carte du sud-ouest de Rennes à la fin de la Première Guerre mondiale : prolongement de la ligne 3.

En 1926, la Compagnie ne peut plus assumer la production d'électricité depuis son usine et est contrainte de l'acheter à l'extérieur, auprès de la Compagnie du Bourbonnais. Le Conseil Municipal du 28 avril 1931 autorise la cession des machines génératrices de courant (chaudières semi-tubulaires à bouilleurs, machines à vapeur et dynamos). Le produit de la vente est affecté à l'entretien du réseau.
À la veille de la Seconde Guerre mondiale, le réseau est modernisé, avec l'apparition de trams Carel et Fouché acquis d'occasion qui remplacent les rames d'origine, devenues obsolètes malgré leur modernisation (installation de portes type accordéon), et étaient peu confortables.

#### Évolution tarifaire
Conformément à l'accord de concession, la Compagnie doit demander à la Municipalité son approbation sur des évolutions des billets et abonnements. Les augmentations de l'après-guerre, évoquées durant les séances du Conseil Municipal, sont motivées par les hausses de salaire des employés de la Compagnie, ainsi que par le coût des matières premières et des fournitures.
|                                                                          | 1897 | 1918 | 1919 | 1920 | 1927 | 1930 | 1936 | 1937 |
| ------------------------------------------------------------------------ | ---- | ---- | ---- | ---- | ---- | ---- | ---- | ---- |
| Lignes 1 à 4 (1 section)                                                 | 0,10 | 0,15 | 0,20 | 0,30 | 0,40 | 0,50 | 0,55 | 0,70 |
| Supplément seconde section Correspondance                                | 0,05 | 0,05 | 0,05 | 0,15 | 0,15 | 0,15 | 0,25 | 0,30 |
| Pont de Nantes - La Courrouze                                            |      | ?    | 0,10 | ?    |      |      |      |      |
| Ligne 5                                                                  | 0,05 | 0,05 | 0,10 | 0,15 | 0,15 | 0,20 | 0,20 | 0,30 |
| Ligne 6 (Section)                                                        | 0,15 | 0,15 | 0,20 | 0,30 | 0,40 | 0,50 | 0,55 | 0,70 |
| Ligne 6 (Entière)                                                        | 0,25 | 0,30 | 0,40 | 0,60 | 0,80 | 1,00 | 1,10 | 1,40 |
| Parcours Octroi de Paris - Mairie de Rennes pour les voyageurs de Cesson | 0,05 | ?    | ?    | 0,15 | 0,15 | 0,25 | ?    | ?    |
| Carte abonnement scolaire trimestrielle                                  | 15   | 20   | ?    | 40   | 40   | 50   | 55   | 65   |
| Carte trimestrielle d'abonnement spécial destiné aux œuvres sociales     |      |      |      |      |      |      |      | 60   |

- Tarification d'avant-guerre

Afin de dynamiser la fréquentation du réseau, les TER décident de diminuer les tarifs à percevoir dès novembre 1898 : chaque voyage sur une ligne coûte 0,10 F. Ne constatant aucun développement du nombre de voyageurs, la COE appliquera à nouveau les tarifs initiaux du cahier des charges dès le 1er janvier 1902
- Relèvement de 1918 (convention du 10 août)
- Relèvement de 1919 (délibération du 21 juillet)
- Relèvement de 1920

Cette demande est à l'ordre du jour du conseil municipal de la ville le 16 avril. La Compagnie justifie cette requête par le triplement du prix de la tonne de charbon, évoluant de 125 à 370 francs entre décembre et février 1920.

Constatant l'amélioration de la conjoncture économique, la compagnie baisse les prix de sa propre initiative le 1er juin 1921, portant la section à 20 centimes et deux sections à 30 centimes, mais fixera à nouveau à 25 centimes le prix de la section en 1924. Les hausses de tarif seront également significatives durant la Seconde Guerre mondiale.
- Relèvement de 1927

L'augmentation est justifiée par l'augmentation des prix de l'énergie, consécutive à la grève des mineurs britanniques.
- Relèvement de 1930

Ces tarifs sont appliqués à compter du 1er août, sur délibération du conseil le 22 juillet. La hausse intervient pour compenser les hausses de salaire consenties au personnel.
- Relèvement de 1936

Cette augmentation a fait l'objet de débats au sein du conseil municipal du 31 juillet, entre les opposants qui soulignent que les Tramways électriques de Rennes sont déjà bénéficiaires, ou qui estiment que le service rendu est « défectueux » en ce qui concerne le confort, les zones desservies, l'amplitude horaire en soirée par rapport au prix payé, et ceux qui approuvent cette hausse en faveur « d'une société privée qui n'a pas […] le privilège de recevoir des subventions de l'État » afin « d'améliorer le sort du personnel ».
- Relèvement de 1937

Cette hausse, demandée après l'application de lois sociales et des hausses de salaires, est approuvée lors du conseil municipal du 3 mai 1937.
- Tarification de 1938

Un nouveau système de perception par carnets de tickets calqué sur le fonctionnement parisien est mis en place en 1938. L'ancien système de billets sur planchette est abandonné au profit d'oblitérateurs Camp installés également dans les trams. Des carnets de 15 tickets sont mis en vente dans les voitures en service, chaque voyage donnant ensuite lieu à l'oblitération d'un nombre de tickets variant selon la longueur du trajet emprunté. Les usagers ne désirant pas acquérir un carnet peuvent acheter un ticket en espèces, toutefois les voyageurs réguliers ont maintenant tout intérêt à acheter les nouveaux carnets compte tenu des prix pratiqués.
| Ligne                                          | Parcours   | Prix au carnet              | À l'unité sans carnet |
| ---------------------------------------------- | ---------- | --------------------------- | --------------------- |
| 1 à 4                                          | 1 section  | 2 tickets (soit 0,67 franc) | 0,80 franc            |
| 1 à 4                                          | 2 sections | 3 tickets (soit 1 franc)    | 1,20 franc            |
| 1 à 4                                          | 3 sections | 4 tickets (1,33 franc)      | 1,60 franc            |
| 5                                              |            | 1 ticket (soit 0,33 franc)  | 0,40 franc            |
| Cesson                                         | 1 section  | 2 tickets (soit 0,67 franc) | 0,80 franc            |
| Cesson                                         | 2 sections | 4 tickets (soit 1,33 franc) | 1,60 franc            |
| 3 (Mairie-Octroi) pour les voyageurs de Cesson | 1 section  | 1 ticket (soit 0,33 franc)  | 0,40 franc            |

Abonnement trimestriel pour élèves d'écoles primaires et secondaires : 75 francs

Carte trimestrielle d'abonnements spéciaux destinés aux œuvres sociales : 75 francs

#### Le début des autobus
En 1933, la COE met en place un service de bus complémentaire à celui des trams, dont le terminus principal est la place de la République.
- République - Châtillon
- République - Villeneuve (ancien Octroi de Nantes)
- Boulevard Volney - Boulevard Voltaire (usine à gaz)

Les autobus mis en service en 1933 sont des  Citroën C6G1 et Latil, à gazogène. À partir de 1951, des bus MGT entrent en service.
Les autobus assurent également un service de remplacement des trams, et visent, en suivant un itinéraire identique, à absorber les pics de trafic enregistrés sur le réseau ferré, notamment le samedi sur la ligne de Saint-Hélier et le dimanche sur la ligne de Port-Cahours.
Durant le dernier trimestre 1936, en collaboration avec les directions du Théâtre et des Cinémas, les TER expérimentent à nouveau un service de desserte les soirs de spectacles, grâce à 2 autobus desservant respectivement le quartier de Fougères et les faubourgs de Nantes et de Châtillon. Ce service ne sera pas pérennisé, la moyenne des voyageurs étant inférieure à 31 personnes transportées par soir du 22 octobre au 17 janvier 1937 pour les deux services cumulés.
Pour réduire les frais d'exploitation, la Compagnie envisage de remplacer « une des lignes les plus longues », la no 3, par un service d'autobus, et de réduire certains services à faible trafic. En avril 1938, cette ligne numéro 3 et son extension vers Cesson-Sévigné (dite ligne suburbaine no 1) passent en trafic routier uniquement et la dépose des rails est planifiée.

Reconstitution des réseaux de chemin de fer, tramway et autobus au début de la Seconde Guerre mondiale
Les TIV ont interrompu le service sur de nombreuses lignes départementales en 1937.

#### Le réseau pendant la seconde guerre

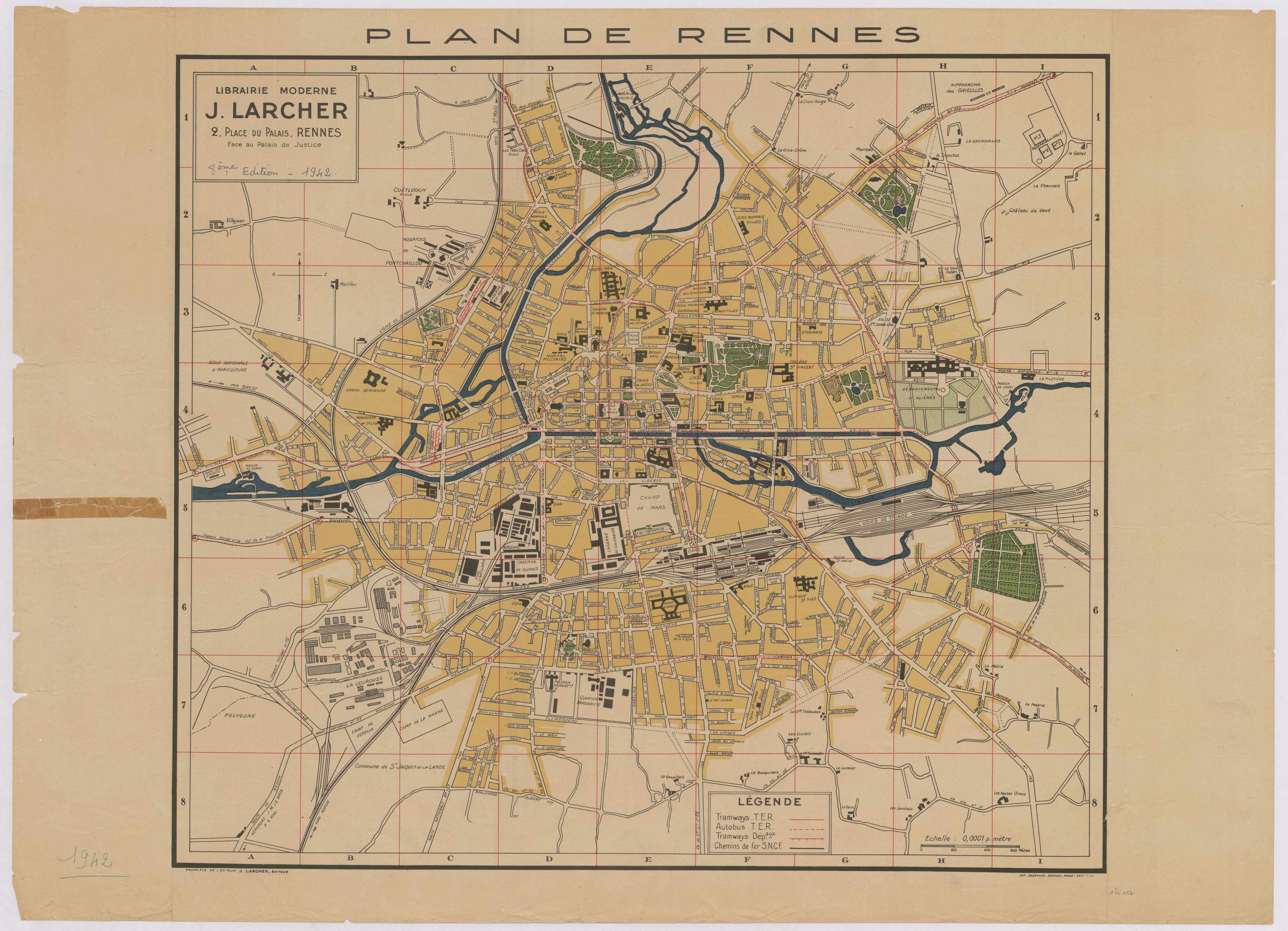
Plan de la ville de Rennes en 1942. Trois lignes de tramway y figurent, sous les intitulés A (Gare - rue de Fougères), B (Gare - Cimetière Nord) et C (Rue de Lorient - Cimetière de l'Est)

Le 15 mai 1939, le conseil municipal demande le remplacement des trams par des bus. La guerre permettra un sursis, le nombre de voyageurs sur le réseau de tram augmentant fortement lors de l'Occupation en raison de la réquisition des voitures particulières. Le ravitaillement en essence, en charbon de bois, en huile et en pneumatique devient un enjeu majeur, venant affecter la qualité de service, notamment des autobus.
La quantité importante de carburant que nécessite le fonctionnement des autobus vient contrecarrer le projet de déclassement des rails de la ligne 3. Du fait de conditions d'exploitation par autobus « extrêmement difficiles et même précaires » en 1940, le service de la ligne interurbaine de Cesson a été interrompu temporairement, et le trafic ferré a repris sur la partie Marie - Octroi de Paris ; l'autre partie sud-ouest restant gérée en autobus, en raison du mauvais état de la voie. Les autres lignes de bus, Villeneuve, Châtillon et Voltaire - Volney sont également arrêtées au début de la guerre.
Le service de bus entre la Mairie et le Pont de Nantes est prolongé dès décembre 1943 au sud vers le Foyer rennais, à la suite d'une pétition des riverains se plaignant du manque de relations avec le centre-ville. Loin de privilégier le rétablissement de la ligne de Villeneuve, les riverains préconisent le prolongement de la ligne de la Tour d'Auvergne « au moins jusqu'à l'Octroi, si possible jusqu'à hauteur du boulevard Clemenceau, et ultérieurement jusqu'au Pigeon Blanc ». La section Villeneuve du Mouvement Populaire des Familles propose même de fixer le terminus nord de la ligne devant les Nouvelles-Galeries pour assurer en contrepartie l'extension sud de la ligne, suggestion qui sera remaniée par la direction des TER à travers une diminution de la boucle de la ligne en centre-ville, les bus ne desserviront plus le Palais du Parlement de Bretagne. La ligne sera à son tour interrompue temporairement dès le 30 janvier 1945, les ressources en charbon de bois étant insuffisantes pour alimenter les autobus à gazogène.
Le coût de revient kilométrique de la traction par tramway est 5 fois moins élevé que par autobus (2,022 F/km contre 10,359 F/km en juillet 1945). Ainsi, le tramway n'a jamais cessé de circuler, excepté juste après le bombardement du 9 juin 1944 qui a entraîné la destruction de ponts rendant impossible l'exploitation du réseau. Ce jour voit aussi la destruction du bâtiment administratif du boulevard Laënnec ; il est reconstruit en 1954.
Des travaux sont effectués pour assurer la continuité de l'exploitation par tramways électriques, malgré les dégâts occasionnés par les opérations de la libération. Les trams assurent des liaisons depuis la Mairie vers l'Octroi de Paris, route de Fougères, Cimetière du Nord et Port Cahours. La ligne de Saint-Hélier est également endommagée et le retour des trains est effectif à la fin du printemps 1945. En octobre 1945, une voie provisoire a été mise en service à partir du Pont Pasteur, permettant aux trains venant de la Gare de rejoindre la Place de la Mairie en empruntant la rue des Francs-Bourgeois et la place du Vau Saint-Germain.
La ligne de bus reliant République à Châtillon est remise en service en décembre 1945.

### Les dernières années du tram

#### Un projet de trolleybus
Pour moderniser le réseau vieillissant, en 1946 la COE propose d'exploiter les lignes « essentielles du réseau » (Mairie-Route de Paris, Gare-Fougères, Gare-Cimetière du Nord, Cimetière de l'Est-Mairie, Port-Cahours-Mairie) en trolleybus et les plus modestes en autobus (Mairie-Route de Nantes, Mairie-Cesson, République-Châtillon). Cette solution mixte a été adoptée sur le réseau voisin du Mans.
La mise en service des trolleybus est proposée à travers 4 programmes successifs. Les fonds nécessaires feraient l'objet d'un emprunt auprès de la ville de Rennes, et toujours avec exploitation aux risques et périls du concessionnaire :
1. Premier programme (15 millions de francs) : Transformation en trolleybus de Route de Paris - Place du Palais ;
2. Deuxième programme (30 millions de francs) : Transformation de Gare - Fougères et Gare - Cimetière du Nord, en supposant la reconstruction des ponts de la Vilaine effectuée ;
3. Troisième programme (18 millions de francs) : Transformation de la ligne Cimetière de l'Est- Mairie ;
4. Quatrième programme (10 millions de francs) : Transformation de la ligne de Port-Cahours

4 autobus thermiques seraient acquis par la COE pour exploiter les lignes le temps des travaux.
La compagnie justifie l'investissement plus important que nécessite l'installation des trolleybus par les avantages par rapport aux l'autobus tels que le « confort, l'absence de bruit, d'odeur, la maniabilité » et s'appuie sur une étude financière comparant l'exploitation des 4 premières lignes en trolleybus contre l'autobus :
Les frais de premier établissement du trolleybus sont les suivants : 19 voitures sur l'ensemble du réseau à 2,2 millions de francs chacune, auxquels s'ajoutent 23 millions de francs à titre de la ligne aérienne. Avec les frais divers, raccordement au dépôt et 2 millions de francs en « imprévus », le montant s'échelonne à 75 millions de francs. Pour l'autobus, les frais sont moindres malgré le nombre de véhicules supérieur que nécessite l'exploitation en raison de leur capacité moindre, soit 22 voitures à 1,5 million de francs ainsi que l'aménagement du dépôt, soit 35 millions de francs.
L'hypothèse de renouvellement des autobus est de 8 ans contre 16 ans pour les trolleybus et leur ligne aérienne. Le tableau synthétique suivant est calculé sur la base de 500 000 kilomètres par an sur les quatre premières lignes :
|                                                                                    | Trolleybus         | Autobus         |
| ---------------------------------------------------------------------------------- | ------------------ | --------------- |
| Direction Mouvement Traction Ligne aérienne Matériel roulant Frais généraux locaux | 3 10 3 1,50 3,50 8 | 3 10 6 0 6,50 8 |
| Annuité d'amortissement des dépenses de premier établissement                      | 9                  | 4,20            |
| Annuité de renouvellement                                                          | 5                  | 6,70            |
| Total                                                                              | 43                 | 44,50           |

La municipalité fait le choix de l'autobus, considéré comme une solution économique à déployer et flexible, dans le contexte d'une croissance rapide de la population rennaise. La ligne 4 entre la Mairie et Croix-Saint-Hélier et la 5 sont exploitées par autobus à partir de 1948. Les voies de la rue Saint-Hélier restent néanmoins en place pour assurer la continuité des lignes de Port-Cahours, Cimetière du Nord et Fougères avec le dépôt du boulevard Laënnec. Deux avenants du 13 et 14 janvier 1950 ont permis de remplacer une nouvelle fois la ligne 3 de tramway entre la Mairie et l'Octroi par un service d'autobus.

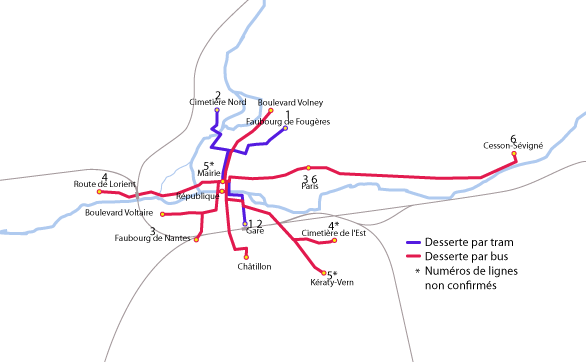
Plan de bus et tram de 1952. Les dessertes vers Châtillon, le Bd Volney et Bd Voltaire sont non numérotées.

Pour mieux desservir le quartier de la rue de Vern, les TER ont lancé une nouvelle ligne de bus le 30 janvier 1950, desservant la Mairie, Croix Saint-Hélier, rue de Vern, terminus rue Kératry. Deux départs sont assurés par heure entre 7h et 19h, ou 11h et 19h le week-end.
À l'issue de négociations menées dès 1951, l'exploitation par autobus remplace progressivement les tramways, victimes de leur confort insuffisant, de leur lenteur par rapport au trafic routier, et de leur coût de fonctionnement et d'investissement. La convention ainsi passée les 18 et 20 avril 1951 entre la municipalité et la COE ont défini la commande de 12 voitures permettant la suppression progressive des tramways électriques. La ligne Place de la Mairie - Port-Cahours, longue de 1 787 mètres, passe à l'exploitation par autobus le 19 novembre 1951, et se voit prolongée jusqu'à la route de Lorient. Les deux dernières lignes, Gare - Faubourg de Fougères et Gare - Cimetière du Nord, sont « modernisées » au début de l'hiver. Le dernier tram circule le 6 février 1952.

#### L'après-tramway

##### Le service des bus

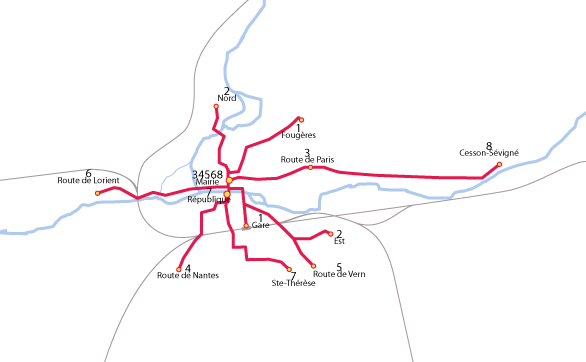
Le plan de bus de 1954.

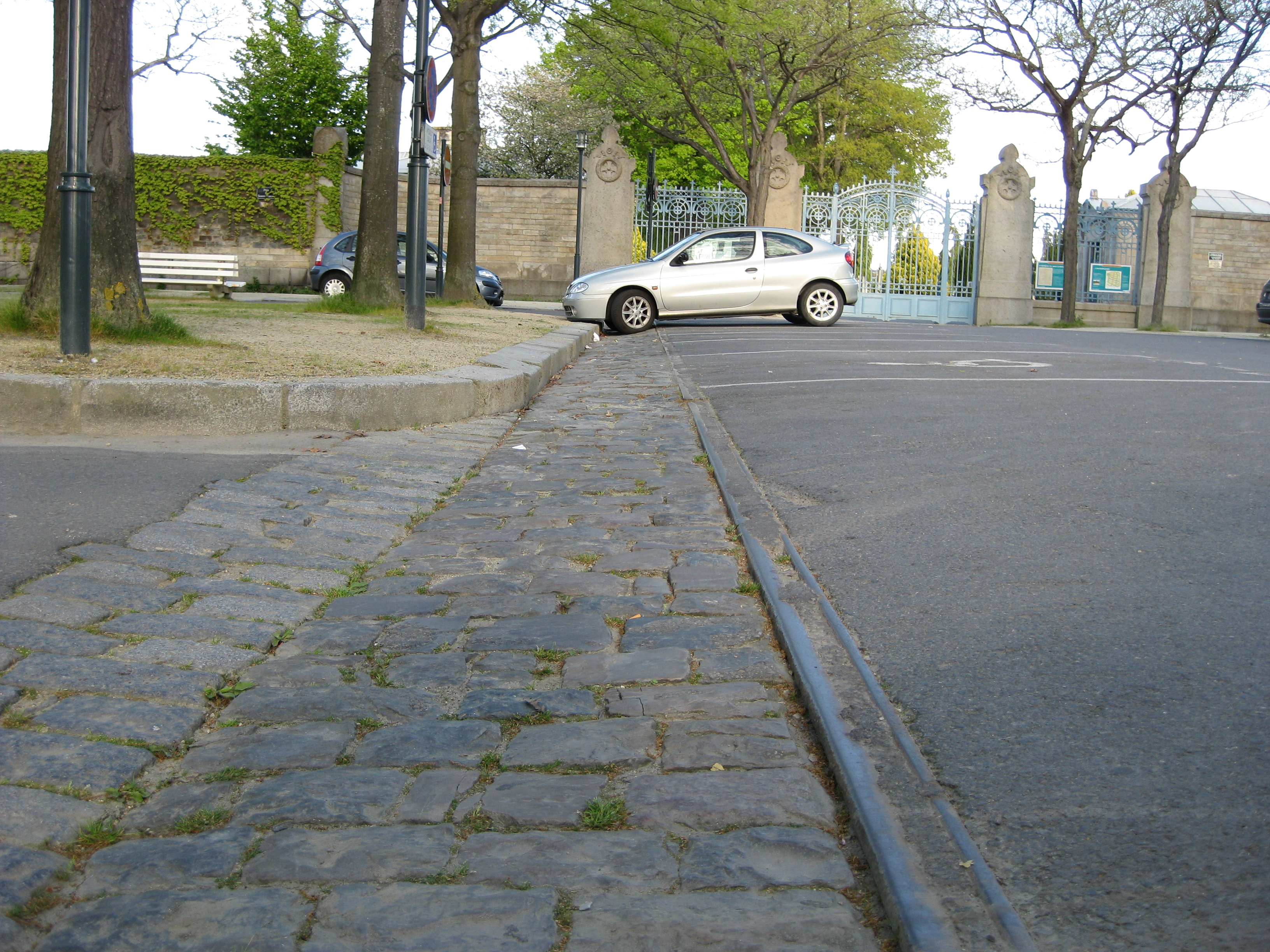
Vestiges du réseau : rail de type Broca au terminus du Cimetière de l'Est.

La Compagnie de l'Ouest Électrique continue à exploiter le réseau dès lors exclusivement doté d'autobus. Le sigle commercial obsolète T.E.R. devient T.U.R. (Transports Urbains de Rennes). Un nouveau cahier des charges est signé les 8 et 12 janvier 1954 entre la société concessionnaire et la Ville de Rennes.
Le réseau était le suivant en janvier 1954 :
- ligne 1 (48 voyages/j./sens en semaine, 32 les dim. et fêtes) : Gare SNCF - Route de Fougères (jusqu'à Carrefour Painlevé « selon les circonstances ») ;
- ligne 2 (48 voyages/j./sens en semaine, 42 les dim. et fêtes) : Cimetière du Nord - Cimetière de l'Est ;
- ligne 3 (78 voyages/j./sens en semaine, 32 les dim. et fêtes) : Place de la Mairie - Route de Paris (Église Jeanne-d'Arc) ;
- ligne 4 (36 voyages/j./sens en semaine, 18 les dim. et fêtes) : Place de la Mairie - Route de Nantes (jusqu'à Pigeon Blanc « selon les circonstances ») ;
- ligne 5 (16 voyages/j./sens en semaine, 15 les dim. et fêtes) : Place de la Mairie - Route de Vern (Bel Air) ;
- ligne 6 (26 voyages/j./sens en semaine, 16 les dim. et fêtes) : Place de la Mairie - Route de Lorient ;
- ligne 7 (20 voyages/j./sens en semaine, 16 les dim. et fêtes) : Place de la République - Sainte-Thérèse (Boulevard Émile-Combes) ;
- ligne 8 (6 voyages/j./sens en semaine, 7 les dim. et fêtes) : Place de la Mairie - Cesson.

Bien que cette nouvelle convention maintienne le principe d'exploitation aux risques et périls, la municipalité participe dorénavant à l'extension du parc par le biais de prêts, et peut proposer des lignes dont l'exploitant garantira le service sur une période minimale de 3 mois. À ce titre, la ville garantit une recette kilométrique minimale mais reçoit en contrepartie des excédents si la ligne est bénéficiaire. C'est ainsi que naquirent la ligne no 8 entre République et Villejean-Malifeu, le 3 janvier 1966 une ligne no 9 vers les Champs-Manceaux, prolongée le 27 avril 1971 vers le centre commercial Alma inauguré cette année et à l'automne 1971 la première ligne urbaine non radiale, la numéro 10, reliant Villejean à Beaulieu. Entre-temps, la ligne de la route de Vern est prolongée jusqu'à Torigné et la no 5 dessert la Z.I. Ouest.

##### De la fin de la concession à la naissance du STAR
La concession de 75 ans prend fin en mars 1972. Des consultations sont engagées afin de repenser les modalités régissant le fonctionnement du réseau de transports en commun. Faute d'accord sur un nouveau texte, les deux parties étendent sa validité jusqu'au 31 juillet 1972. Un avenant est finalement approuvé le 26 juin 1972 et prolonge la concession de la COE jusqu'au 31 décembre 1976, avec reconduction annuelle. À l'occasion de ce nouvel avenant, le mode de la régie intéressée est adopté : la COE perçoit une rémunération en fonction des recettes et du déficit d'exploitation. Ce fonctionnement a contribué à développer le réseau. En outre, le sigle commercial T.U.R. est remplacé par S.T.A.R. Service des transports en commun de l'agglomération rennaise. Cette marque appartient à Rennes Métropole, exploitée actuellement par Keolis Rennes.

##### Vers un retour du tramway?

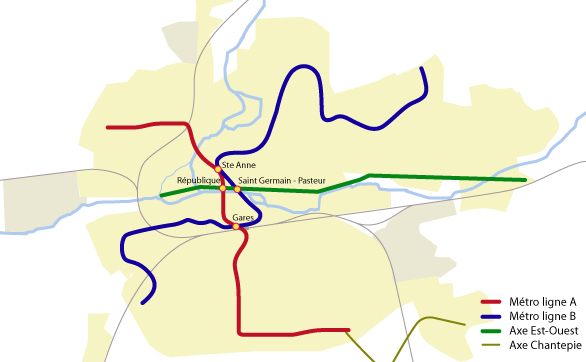
Les grands axes de transport à Rennes en 2022. Les deux lignes de métro (en rouge et bleu) seront complétées par l’axe est-ouest (en vert), avec des bus en site propre.

La perspective d'un réseau de transports en commun articulé autour d'un système en site propre a amené Rennes Métropole à réfléchir à un possible tramway moderne, sur le modèle de Nantes. En octobre 1986, deux projets de tram (aérien, et partiellement souterrain) sont présentés. L'année suivante, Jean Normand président du Syndicat intercommunal des transports en commun de l'agglomération rennaise, présente un tram souterrain en centre-ville sur la base de celui de Grenoble. Un autre projet de métro similaire au VAL lillois va également être présenté. En 1989, une délégation rennaise visite les réalisations de Grenoble et Lille. Finalement, le choix du métro est arrêté en octobre 1989. L'opposition proposera un nouveau projet de tramway, qui ne sera pas retenu,.
Cependant, les débats à propos des transports, en particulier autour de la création de la ligne B du métro, remettent toujours en avant la question d'un tram rennais, notamment sur le sujet de la desserte pour un même coût. Ainsi, en 2003, la possibilité d'implanter une voie de tramway dans la coulée verte du nord de Rennes est suggérée. Ensuite, le tramway est évoqué pour l'axe est-ouest mais le bus à haut niveau de service, ou « Trambus », lui est finalement préféré en 2019 par Rennes Métropole.

## Vestiges et matériels préservés

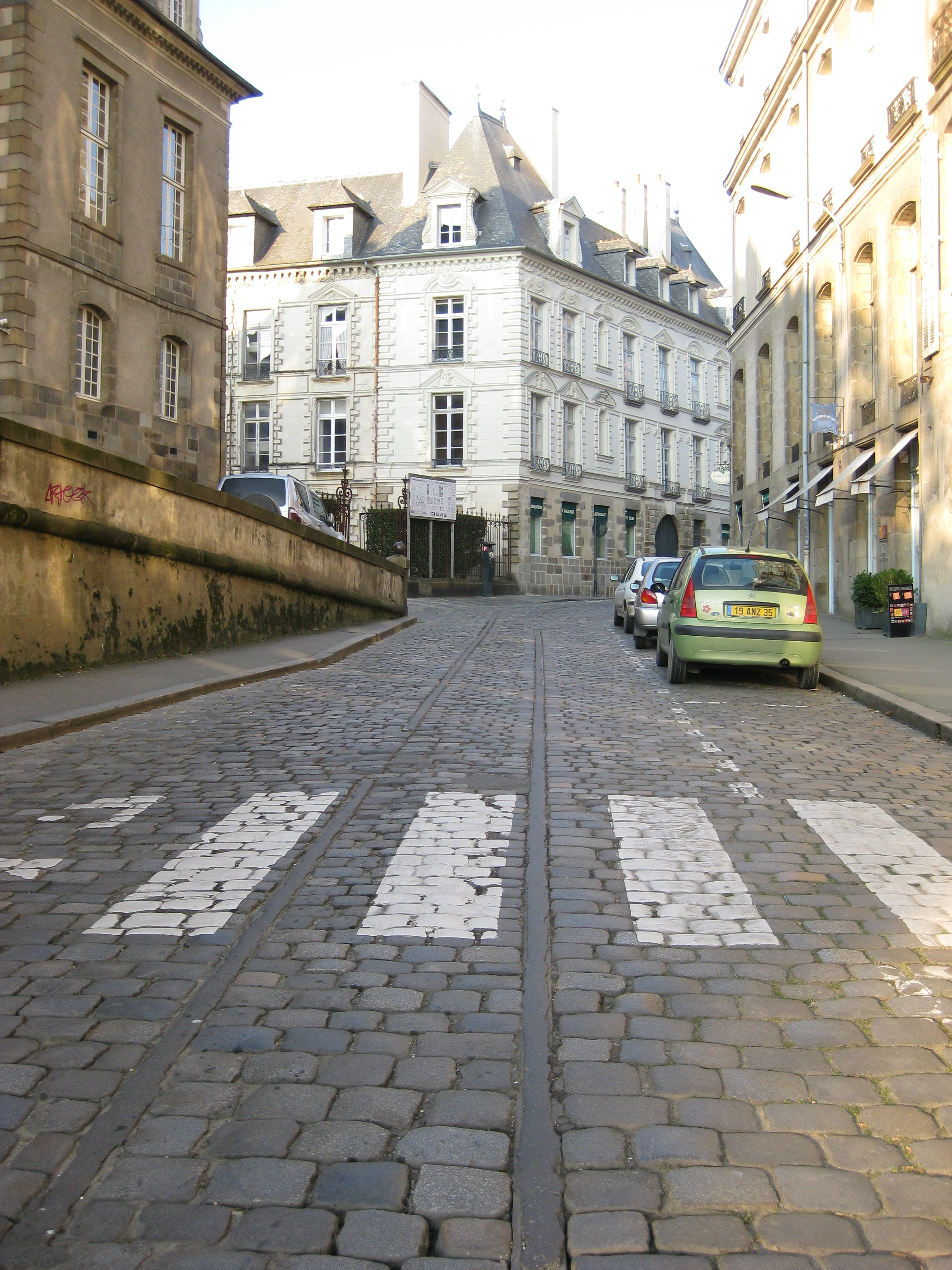
Rue de la Monnaie : vestiges de la ligne 4 entre Le pont de la Mission et La Mairie, en direction de la Croix Saint-Hélier. Ces rails ont été intégralement ôtés en novembre 2011.

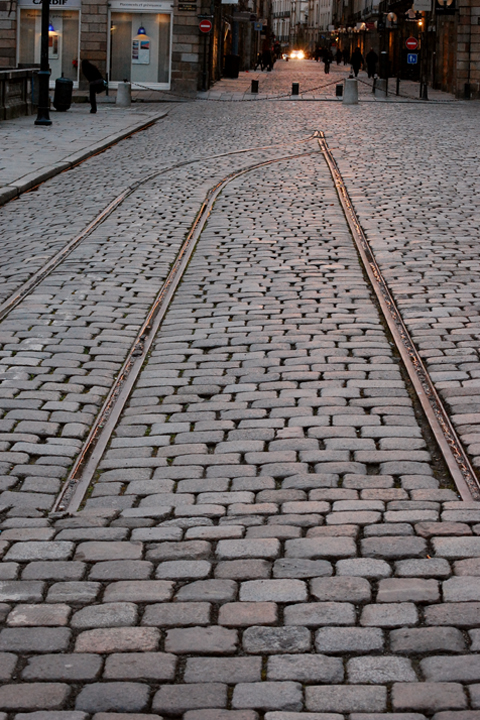
L'évitement de la ligne 3, place du Parlement-de-Bretagne, non mentionné dans les fichiers d'archive, est un des vestiges de réseau de tram rennais.

Aujourd'hui, il ne reste que des traces de l'ancien réseau. Il est ainsi possible de remarquer la présence de rares rails devant l'Église Saint-Sauveur, au sud du pont Saint-Hélier et place du palais du Parlement de Bretagne, où les voies (évitement incomplet et courbe vers la place de la Mairie) ont été conservées lors de la remise en état du pavage en 2008. Fin 2009, quelques mètres de rails ont été déposés lors d'un bitumage du parking devant l'entrée du Cimetière de l'Est. Un des deux rails reste néanmoins présent. Au niveau de la rue de la Monnaie, face à la cathédrale, les rails sont retirés lors du renouvellement du pavage en novembre 2011.
Certaines lignes du bus ont repris le tracé du réseau en conservant le numéro de la ligne :
- La ligne 1, bien que la ligne de bus actuelle porte l'indice C1, entre le haut de la rue Le Bastard (sud de l'arrêt Sainte Anne) et l'ancien octroi de la rue de Fougères (arrêt Metz-Volney) ;
- La ligne 3, bien que la ligne de bus actuelle porte l'indice C3, desservait la rue de Paris (entre la rue de Viarmes et l'arrêt Durafour) jusqu'en 2022 ;
- La ligne 6, bien que la ligne de bus actuelle porte l'indice C6, entre les arrêts Tournebride et Place Sévigné.

La ligne 2, est un cas à part, car réapparue avec le métro et devenue C2 par la suite. Elle passe cependant par l'ancien terminus nord de la ligne 2 du tram (Cimetière Nord) et par une partie du tracé au sud de la Vilaine (entre les arrêts République et Croix Saint Hélier).
L'usine générant l’électricité des tramways étant détruite, cet espace du boulevard Laënnec d'une surface de 6 500 m2 a continué à servir de dépôt pour les autobus jusqu’aux années 1970. Les véhicules stationnent désormais sur le dépôt de la Plaine de Baud, à l’est de la ville, inauguré en 1980. La zone est désormais occupée par des habitations et des bureaux.

## Sources de documentation